# Jelena Janković
Pour les articles homonymes, voir Janković.
Jelena Janković (en alphabet cyrillique serbe : Јелена Јанковић ; en alphabet latin serbe : Jelena Janković), née le 28 février 1985 à Belgrade (Yougoslavie, actuelle Serbie), est une joueuse de tennis serbe, professionnelle depuis 2000.
Elle a remporté quinze titres sur le circuit WTA en simple dames, dont notamment les Internationaux d'Italie en 2007 et 2008, ainsi que le tournoi d'Indian Wells en 2010. En double mixte, elle devient championne du tournoi de Wimbledon en 2007, associée à Jamie Murray.
Finaliste de l'US Open en 2008, Janković a également atteint les demi-finales de l'Open d'Australie la même année, ainsi qu'à Roland-Garros, en 2007, 2008 et 2010, et au Masters en 2008, 2009 et 2013. Avec l'équipe de Serbie, elle dispute la finale de la Fed Cup en 2012.
Elle a achevé cinq saisons dans le top dix mondial, en 2007, 2008, 2009, 2010 et 2013, et atteint le classement de numéro un mondiale le 11 août 2008, pour une semaine, avant d'occuper de nouveau cette place du 6 octobre 2008 au 2 février 2009, soit 17 semaines supplémentaires, pour porter son total à dix-huit semaines au sommet du classement WTA. Elle est l'une des trois joueuses, avec Dinara Safina et Karolína Plíšková, à avoir atteint ce rang sans avoir remporté de tournoi majeur.
Jelena Janković totalise 56 participations consécutives dans les tournois du Grand Chelem, ce qui constitue le quatrieme meilleur résultat du tennis féminin en ère open, après Alizé Cornet (64), Ai Sugiyama (62) et Francesca Schiavone (61).
Elle est l'une des rares joueuses à avoir été numéro une mondiale sans avoir remporté de titre en Grand Chelem durant sa carrière.

## Biographie
Née à Belgrade, Jelena Janković était une pianiste avant de décider de devenir joueuse de tennis professionnelle. Ce n'est qu'à l'âge de neuf ans et demi que son grand frère Marko et ses parents lui font découvrir le tennis. Mais bien avant de se lancer dans ce sport, elle admirait déjà Monica Seles.
Deux ans et demi plus tard, Jelena et sa famille déménagent en Floride, où elle s'entraîne à la célèbre académie de Nick Bollettieri et devient rapidement no 1 chez les juniors en 2001, année où elle remporte l'Open d'Australie et est finaliste de l'US Open.
Actuellement, Jelena Janković étudie l'économie à Belgrade.
Fin 2008, elle est le sujet d'un documentaire, Le Monde de Jelena, réalisé par Tanja Brzaković.
Elle est ambassadrice de l'UNICEF auprès de la Serbie. Elle réside actuellement à Bradenton, en Floride.

## Style de jeu
Son jeu est fondé sur un revers à deux mains très solide, réputé pour être l'un des meilleurs long de ligne. Très fluide et puissant, il déstabilise ses adversaires et se termine souvent en coup gagnant. Son coup droit, bien que moins puissant, se révèle également très efficace. Son réel point faible est son service, en particulier sa seconde balle. Janković est une joueuse complète, à l'aise sur toutes les surfaces comme l'atteste son palmarès. Rapide en jambes, sa couverture de terrain est l'une des meilleures du circuit et sa défense a fait sa réputation grâce à ses nombreux grands écarts et glissades.

## Carrière tennistique
Dans sa jeune carrière, Jelena Janković a déjà battu Serena Williams, Nadia Petrova, Venus Williams et démontré toute l'étendue de ses capacités, faisant d'elle une menace pour les toutes grandes joueuses lorsqu'elle joue son meilleur tennis. Elle bat notamment Elena Dementieva, no 7 mondiale, au 1er tour de l'Open d'Australie 2004.
En mars 2005, Jelena Janković a battu Paola Suárez, Silvia Farina Elia, Sania Mirza et Serena Williams pour atteindre la finale du tournoi de Dubaï, finale pendant laquelle elle a mené d'un break d'avance face à la numéro un mondiale de l'époque, Lindsay Davenport, avant de s'incliner en trois sets 6-4, 3-6, 6-4. Trois mois plus tard, Jelena Janković atteint la finale tournoi de Birmingham (sur gazon), où elle pousse Maria Sharapova aux trois sets, mais celle-ci s'adjuge finalement la victoire.

### 2006 - La révélation

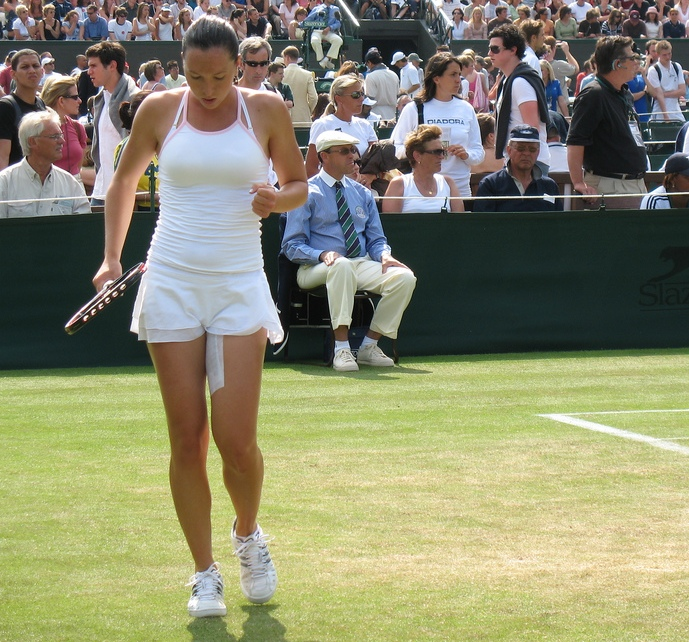
Jelena Jankovic à Wimbledon en 2006.

Le début de saison de Janković est très mauvais. Entre les mois de janvier et de mai, elle connaît une série de 10 défaites consécutives. Une période difficile pour la joueuse, qui a bien failli renoncer à poursuivre sa carrière à cause d'un virus. C'est lors du tournoi de Rome qu'elle parvient à aligner trois victoires de suite pour la première fois de la saison. Elle abandonne ensuite en demi-finale à Strasbourg face à Vaidišová alors qu'elle est menée 6-3, 1-0, afin de se préserver pour Roland-Garros.
À Paris, la Serbe passe aisément le premier tour face Laura Pous Tió (7-5, 6-4) mais doit batailler dès le deuxième tour face à Marion Bartoli, match qu'elle remporte 2-6, 6-4, 6-1. Au troisième tour, Jelena est battue par la no 1 mondiale Amélie Mauresmo en deux sets, 6-3, 6-3.
Viennent ensuite les tournois sur gazon de Birmingham et Bois-le-Duc. À Birmingham, elle est battue au deuxième tour par Jamea Jackson 6-4, 0-6, 7-5 et à Bois-le-Duc, elle abandonne en quarts de finale face à Michaëlla Krajicek lors du jeu décisif du premier set.
En juin 2006, à Wimbledon, elle crée la surprise en éliminant la tenante en titre Venus Williams au troisième tour, après un match serré remporté 7-6, 4-6, 6-4, avant de s'incliner au tour suivant face à Anastasia Myskina après un match serré en deux sets 6-4, 7-6.
À Cincinnati, elle se hisse en quart de finale, où elle est battue par Vera Zvonareva en deux petits sets 6-1, 6-1. À Stanford, elle est battue au deuxième tour par Kim Clijsters en trois sets 5-7, 6-2, 6-2. À San Diego, elle arrive jusqu'au troisième tour, où elle est une nouvelle fois battue par Kim Clijsters en trois sets 6-4, 3-6, 6-3. À Los Angeles, la jeune Serbe réalise un beau parcours puisqu'elle va jusqu'en finale en battant notamment Ana Ivanović en quart (6-4, 7-6) et Serena Williams en demi-finale (6-4, 6-3). En finale, Jelena est battue par la Russe Elena Dementieva en trois sets 6-3, 4-6, 6-4. À Montréal, la Serbe déclare forfait au troisième tour face à sa compatriote Ivanović.
Mais c'est à l'US Open qu'elle signe son meilleur parcours en Grand Chelem, grâce à des victoires face à Gisela Dulko au premier tour 6-7, 6-1, 6-4, Kirsten Flipkens au deuxième tour 6-3, 6-2, Nicole Vaidišová au troisième 5-7, 6-3, 6-2, Svetlana Kuznetsova en huitièmes 6-7, 6-3, 6-2 et Elena Dementieva en quart 6-2, 6-1. Elle dispute sa demi-finale face à Justine Henin, contre qui elle mène 6-4, 4-2 avant de finalement s'incliner 4-6, 6-4, 6-0.
À Pékin, Jelena Janković se hisse en demi-finale, où elle est battue par Amélie Mauresmo 6-1, 3-6, 7-6 au terme d'un match de plus de 2 heures. À Guangzhou, la Serbe atteint là encore les demi-finales, où elle abandonne face à Anna Chakvetadze alors qu'elle était menée 7-5, 2-0.
À Stuttgart, la jeune joueuse serbe atteint les quarts de finale, mais est battue par la Russe Svetlana Kuznetsova 6-4, 6-1. À Zurich, Jelena est éliminée au deuxième tour encore une fois par Svetlana Kuznetsova lors d'un match assez serré (7-6, 7-5). À Linz, une Nicole Vaidišová au sommet de son art l'élimine en trois sets très disputés 5-7, 7-6, 6-4. La semaine suivante, au Québec, la Serbe termine sa saison par un quart de finale, où elle abandonne face à Olga Puchkova, alors qu'elle était menée 2-6, 6-4, 3-1.
Jelena termine l'année à la 12e place du classement WTA et a prouvé qu'elle était capable de faire partie des meilleures.

### 2007 - La confirmation en Grand Chelem

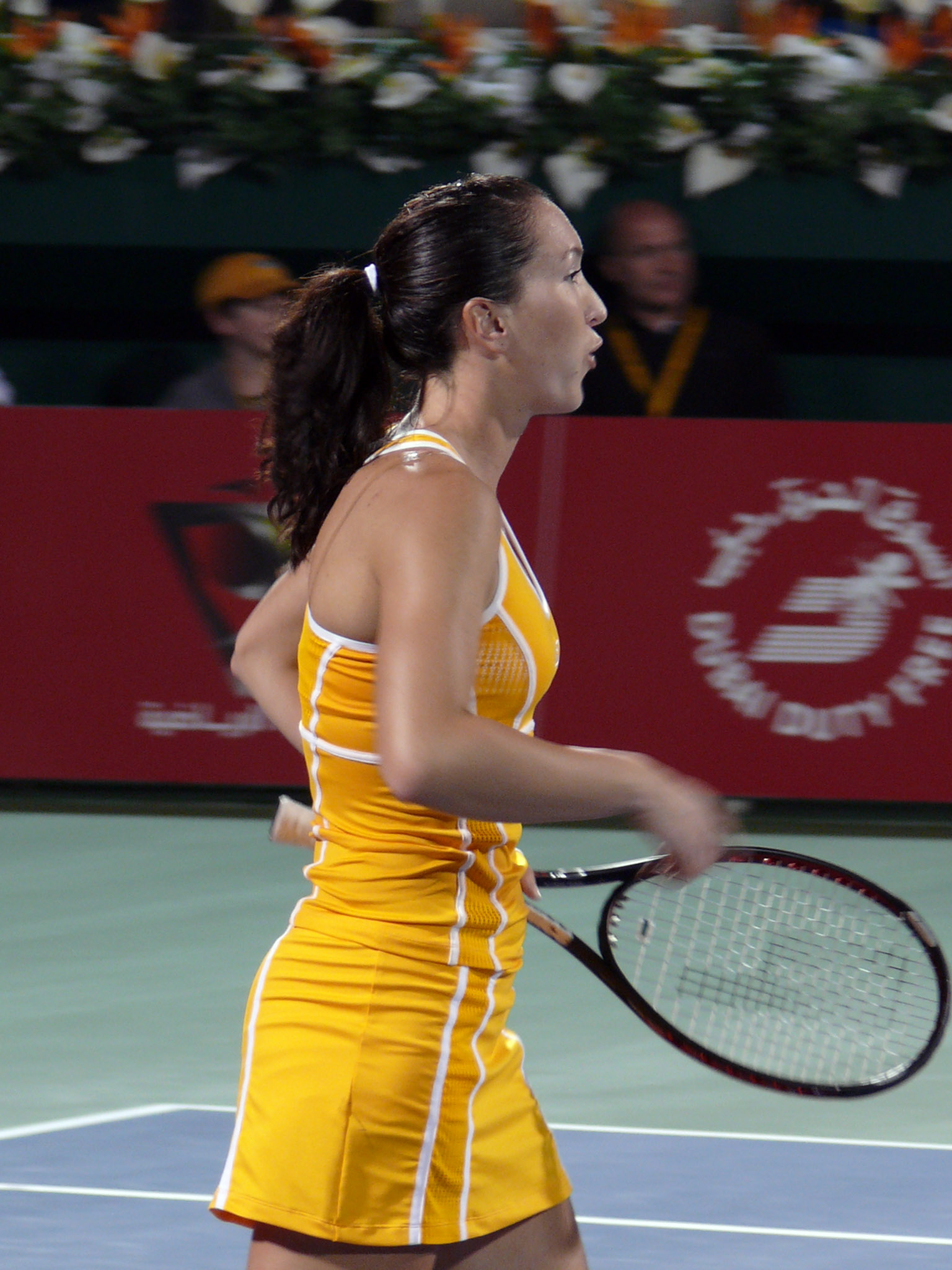
Jelena Janković à Dubaï en 2007.

Tête de série N.1, Jelena remporte à Auckland son premier WTA de l'année (et deuxième de sa carrière) en disposant de la Russe Vera Zvonareva, battue au terme d'un âpre combat de près de trois heures (7-69, 5-7, 6-3). La semaine suivante à Sydney, elle prolonge sa série de victoires en battant notamment Martina Hingis 7e mondiale (6-4, 4-6, 6-3), Amélie Mauresmo 3e mondiale (7-5, 6-0) et Nicole Vaidišová 11e mondiale. En finale face à Kim Clijsters 5e mondiale, la joueuse Serbe empochait la première manche sur le score de 6-4 et poursuivait sa course en tête dans la deuxième manche, servant même pour le gain du match. Mais Clijsters s'accrochait, effaçait une balle de match et décrochait le tie-break pour égaliser à une manche partout. Touchée au moral, Janković encaissait un cinglant 4-0 en début de troisième manche avant de revenir dans la partie à 4-3, puis 5-4. Clijsters se trouvait alors en situation de conclure, ce qu'elle fit sur son engagement.
Jelena Janković arrive donc à Melbourne avec beaucoup de confiance grâce aux performances réalisées lors de ces deux derniers tournois. Elle passe facilement les premiers tours en battant Aleksandra Wozniak au premier tour, Virginia Ruano Pascual au second et Victoria Azarenka au troisième (6-3, 6-4). En huitièmes de finale, la Serbe tombe sur une Serena Williams très déterminée revenue à un très bon niveau. Jelena s'inclinera en deux sets (3-6, 2-6). Cela lui permet d'intégrer le Top 10 pour la première fois de sa carrière.
À Tokyo, la Serbe ira jusqu'en quart battue par sa compatriote Ana Ivanović en trois sets, future finaliste. À Dubaï, elle est contrainte à l'abandon en demi-finale face à Amélie Mauresmo 3e mondiale, après s'être tordu la cheville gauche. Elle était alors menée 2-5 et s'est rendu compte de l'importance de la douleur après avoir perdu le set. Guérie, elle reprend la semaine suivante à Doha où elle se hisse en demi-finale, battue par Justine Henin (7-65, 2-6, 4-6) alors 2e mondiale.
Jelena participe ensuite aux deux tournois américains d'Indian Wells et de Miami. À Indian Wells, elle subit la loi de la Chinoise Li Na (3-6, 61-7) au quatrième tour. La semaine suivante à Miami, Jankovic est éliminée au troisième tour par Mara Santangelo après avoir mené 5-2 dans la deuxième manche.
La saison de terre battue commence alors à Amelia Island où la Serbe ira jusqu'en quarts de finale battue par sa compatriote Ana Ivanović en deux set. À Charleston, Jelena frappe un grand coup en remportant le tournoi, son premier en Tier I, en battant en finale Dinara Safina 12e mondiale, facilement (6-2, 6-2), et après une demi-finale épique gagnée face à Venus Williams (3-6, 6-3, 7-65) au bout du suspense.
À Varsovie, la Serbe atteint les demi-finales du tournoi où elle est stoppée par Justine Henin (5-7, 6-2, 4-6), sa bête noire. À l'issue de ce tournoi, elle atteint la 6e place du classement WTA, son meilleur classement à l'époque. La semaine suivante à Berlin, Jelena Jankovic est éliminée en quarts de finale, une nouvelle fois victime de la no 1 mondiale Justine Henin en trois sets après avoir menée 4-0 dans le dernier set et une interruption du match à 6-3, 4-4 à son avantage. À Rome, tournoi qui l'avait vue « renaître » en 2006, la Serbe remporte le 4e tournoi de sa carrière, le deuxième en Tier I en battant la no 3 mondiale Svetlana Kuznetsova (7-5, 6-1). Elle prouve ainsi qu'elle est la joueuse à battre cette saison. Au tournoi de Strasbourg, en demi-finale, la joueuse Serbe préfère déclarer forfait face à Anabel Medina Garrigues, déclarant qu'elle était malade et qu'elle ne pouvait pas défendre ses chances à 100 %.

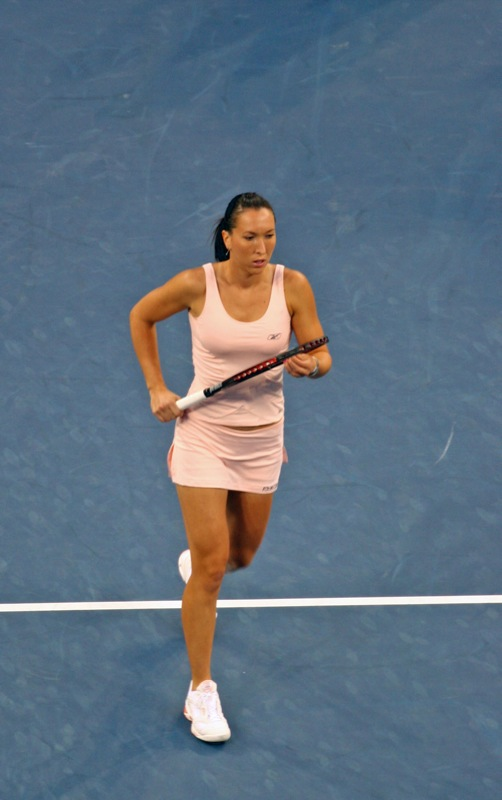
Jelena Jankovic à l'US Open en 2007.

Le 29 mai, jour de sa victoire face à la Française Stéphanie Foretz lors du premier Tour de Roland-Garros, elle porte sa série de victoires consécutives à 8. Au 2e tour, elle se défait de Catalina Castaño. Au 3e tour, la Serbe doit battre l'Américaine Venus Williams pour accéder aux huitièmes de finale du tournoi. Jelena sort le grand jeu face à l'Américaine et s'impose en 3 sets (6-4, 4-6, 6-1). En huitièmes de finale, la Serbe écrase la Française Marion Bartoli (6-1, 6-1), diminuée par une blessure à la jambe. En quarts de finale, la Serbe joue un match solide face à la jeune Tchèque Nicole Vaidišová 10e mondiale, (6-3, 7-5) et l'emporte pour atteindre le dernier carré. Pour le deuxième match l'opposant à la Belge Justine Henin en demi-finale d'un tournoi du Grand Chelem après celle de l'US Open 2006, elle s'incline une nouvelle fois (2-6, 2-6) sèchement qui a écrasée le tournoi.
La Serbe commence sa saison sur gazon de la meilleure des manières en gagnant le tournoi de Birmingham en s'imposant en finale face à la no 2 mondiale Maria Sharapova (4-6, 6-3, 7-5). À Bois-le-Duc, elle ira jusqu'en finale (en ayant battue Dinara Safina en demie) mais laissera filer le titre en se faisant battre par Anna Chakvetadze (62-7, 6-3, 3-6) alors 8e mondiale. Enfin à Wimbledon, elle passe difficilement (5-7, 7-64, 6-2) au troisième tour Lucie Šafářová, et perdra un match accroché en huitième contre la Française Marion Bartoli qu'elle perdra (6-3, 5-7, 3-6).
Jelena commence sa tournée estivale lors du tournoi de San Diego où elle chute dès le 3e tour contre la Russe Maria Kirilenko (2-6, 6-3, 5-7). Suit une demi-finale à Los Angeles perdu face à Ana Ivanović (6-4, 3-6, 5-7) après une victoire difficile en quart contre la jeune espoir Victoria Azarenka (6-4, 65-7, 6-2). À Toronto, elle bat notamment Virginie Razzano (7-5, 6-2) en quart et Tatiana Golovin (5-7, 6-3, 6-2) en demie pour rejoindre la no 1 mondiale Justine Henin en finale, contre qui elle s'incline une nouvelle fois (63-7, 5-7).
À l'US Open, elle remporte difficilement son 3e tour contre la jeune Alizé Cornet (4-6, 6-2, 6-3), puis son 4e tour contre l'Autrichienne Sybille Bammer pour s'incliner en quart de finale face à l'Américaine Venus Williams en trois sets (6-4, 1-6, 64-7).
À Bali, elle chute en quart de finale face à l'ancienne numéro 1 mondiale Lindsay Davenport de retour à la compétition après un an d'arrêt en trois set. Elle prend sa revanche à Pékin en battant Davenport (6-3, 7-5), mais s'incline contre la Hongroise Ágnes Szávay en finale (7-67, 5-7, 2-6). À Stuttgart, elle perd en demi-finale contre la numéro 1 mondiale, Justine Henin, sur le même score que lors de leur dernière rencontre à Toronto.
La toute fin de saison sera moins glorieuse que le reste de l'année, puisqu'elle perd dès le premier tour à Bangkok contre Yan Zi, puis à Zurich face à Nicole Vaidišová. Qualifiée pour le Masters de Madrid, elle perd ses trois rencontres lors des phases de poules face à Anna Chakvetadze, Justine Henin puis Marion Bartoli contre qui elle finit par abandonner.
Jelena Jankovic termine la saison à la 3e place mondiale et a un ratio de 73 victoires pour 25 défaites. Elle est également la joueuse qui a disputé le plus de matchs de l'année.

### 2008 - Première et unique finale de Grand Chelem à l'US Open et consécration à la place deno1mondiale

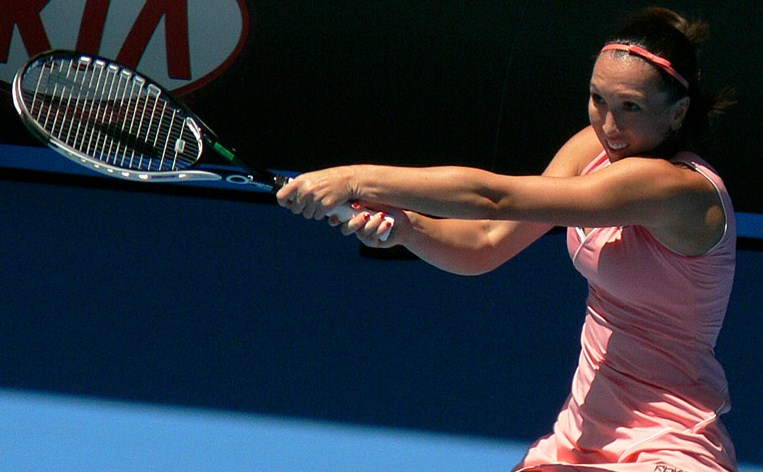
Jelena Jankovic à l'Open d'Australie en 2008.

Jelena Janković commence sa saison par la Hopman Cup, tournoi exhibition, associée à Novak Djokovic. La Serbie s'impose contre Taïwan, la France et l'Argentine avant de s'incliner contre les États-Unis en finale. Durant le tournoi, Jelena contracte une blessure à la cuisse gauche et renonce même au simple de la finale. Cette blessure ne l'empêche cependant pas de participer au tournoi de Sydney, où elle échoue en quart de finale contre Nicole Vaidišová (4-6, 6-4, 4-6).
À l'Open d'Australie, tête de série no 3, Jelena s'impose difficilement au premier tour contre l'Autrichienne Tamira Paszek (2-6, 6-2, 12-10) et au troisième tour face à Virginie Razzano (6-2, 4-6, 6-1). Lors des quarts de finale, Jelena réalise l'exploit de battre la tenante du titre Serena Williams 7e mondiale, en 2 sets (6-3, 6-4), mais s'incline en demi-finale face à la Russe Maria Sharapova no 5 mondiale, (3-6, 1-6) de manière expéditive.
Viennent ensuite les tournois de Doha, Dubaï et Bangalore, où elle s'incline respectivement en quart de finale contre Li Na (3-6, 4-6), en demi-finale contre Svetlana Kuznetsova (7-5, 4-6, 3-6) et en quart de finale contre Yan Zi à nouveau.
Jelena accède ensuite à la demi-finale d'Indian Wells en profitant notamment de l'abandon de Lindsay Davenport en quart (6-2, ab.); elle s'incline contre sa compatriote Ana Ivanović, no 2 mondiale (63-7, 3-6). La semaine suivante à Miami, elle atteint la finale après avoir survécu à son premier tour (67-7, 6-2, 7-69) contre Sofia Arvidsson, puis ayant déroulé contre Lucie Šafářová, Zheng Jie, Elena Dementieva sur abandon et Vera Zvonareva (6-1, 6-4). Elle est dominée en trois sets par Serena Williams no 8 mondiale, dans un match où l'Américaine se montre particulièrement crispée au moment de conclure lors du second set (1-6, 7-5, 3-6).
Jelena commence alors la saison sur terre battue au tournoi de Charleston, où elle échoue en quart de finale contre Vera Zvonareva (2-6, 6-3, 2-6) alors tenante du titre, puis encore en quart à Berlin contre Elena Dementieva 9e mondiale (3-6, 6-2, 3-6). Elle conserve son titre acquis l'année précédente à Rome, en s'imposant contre Flavia Pennetta (6-1, 6-4), Maria Kirilenko (6-1, 6-1), en quart Venus Williams (5-7, 6-2, 6-3) no 9 mondiale, et de la qualifiée Alizé Cornet (6-2, 6-2) en finale, tout en ayant profité du forfait de Maria Sharapova no 2 mondiale en demi-finale.
À Roland-Garros alors 3e mondiale, elle s'impose contre notamment Dominika Cibulková (7-5, 6-3), Agnieszka Radwańska (6-3, 7-63) et la surprenante qualifiée Espagnole Carla Suárez Navarro (6-3, 6-2), tombeuse d'Amélie Mauresmo , pour rejoindre Ana Ivanović en demi-finale. Ce match a pour enjeu, en plus d'une place en finale, la place de numéro un mondiale. Elle s'incline finalement en trois sets au cours d'un match d'une rare intensité (4-6, 6-3, 4-6) contre la no 2 mondiale.
Sur l'herbe à Wimbledon, elle s'incline une nouvelle fois au 4e tour contre la Thaïlandaise Tamarine Tanasugarn (3-6, 2-6) alors 60e mondiale, ce qui représente une grosse contre-performance.
À Los Angeles, elle atteint les demi-finales, où elle est sortie par Dinara Safina 9e mondiale (63-7, 1-6), une victoire lui promettait la place de no 1. Place qu'elle peut espérer atteindre une nouvelle fois en cas de finale au tournoi de Montréal, elle échoue cependant en quart face à la Slovaque Dominika Cibulková (5-7, 2-6).
Elle atteint enfin la place de no 1 le 11 août, à la suite des contre-performances de sa compatriote Ana Ivanović, seulement huit points séparent les deux Serbes,.
Jelena Janković inaugure ce nouveau statut lors des Jeux olympiques de Pékin, où elle est sortie en quart de finale par la Russe Dinara Safina (2-6, 7-5, 3-6). Elle perd la semaine suivante sa place de numéro 1 qu'elle n'aura conservée qu'une semaine.

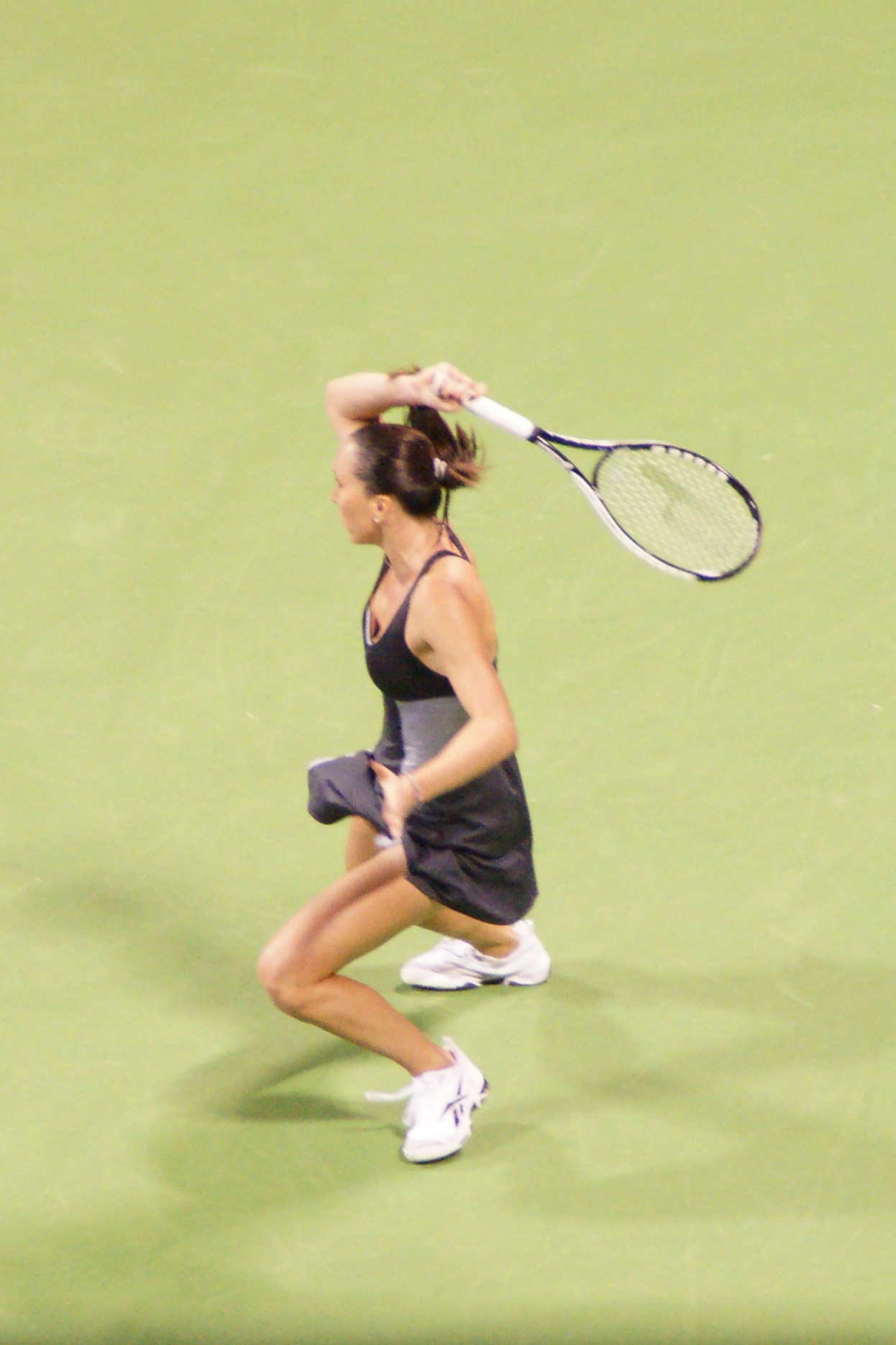
Jelena Jankovic aux Masters de Doha en novembre 2008.

Pour le dernier tournoi du Grand Chelem de la saison, à l'US Open, Jelena Janković est tête de série numéro deux et s'impose tour à tour contre Coco Vandeweghe (6-3, 6-1), Sofia Arvidsson (6-3, 65-7, 7-5), Zheng Jie (7-5, 7-5), Caroline Wozniacki (3-6, 6-2, 6-1) 18e mondiale, Sybille Bammer (6-1, 6-4) en quart qui lui permet de repasser numéro un mondiale grâce à sa victoire et à l'élimination précoce d'Ivanović. Puis elle bat Elena Dementieva 6e mondiale, (6-4, 6-4) pour atteindre sa première finale de Grand Chelem en carrière contre l'Américaine Serena Williams no 3 mondiale,. Contre qui elle s'incline au terme d'un match de haute intensité en deux sets et 2 h 04 de jeu (4-6, 5-7),. Au début du tournoi, Jelena comptait parmi les six joueuses pouvant prétendre au trône (avec Serena Williams, Elena Dementieva, Ana Ivanović, Dinara Safina, Svetlana Kuznetsova) en cas de victoire finale.
Par la suite, elle s'impose au tournoi de Pékin en deux sets face à la Russe Svetlana Kuznetsova, 7e mondiale (6-3, 6-2), et avoir battu en demie la 9e mondiale, Vera Zvonareva plus difficilement (6-4, 2-6, 6-4).
Les deux semaines suivantes, elle remporte le Porsche Tennis Grand Prix à Stuttgart face à Nadia Petrova (6-4, 6-3), après avoir battu Vera Zvonareva 9e mondiale (7-68, 7-65) et Venus Williams 8e mondiale (68-7, 7-5, 6-2), qui lui permet de récupèrer la place de no 1 WTA à la suite de l’élimination de Serena Williams au second tour du tournoi.
,. Puis la Kremlin Cup à Moscou face à Vera Zvonareva 9e mondiale (6-2, 6-4) à nouveau, son troisième tournoi de suite, et avoir battu au tour précédent la 4e mondiale Elena Dementieva (0-6, 6-1, 6-0) dans un match décousu. Malgré cela, elle ne réussira pas la passe de quatre. En effet, elle se fait sortir dès son premier match contre Flavia Pennetta (7-5, 3-6, 3-6) à Zurich.
Qualifiée pour les Masters de Doha en fin de saison, elle se qualifie pour les demi-finales en battant Ana Ivanović (6-3, 6-4) et Svetlana Kuznetsova (7-66, 6-4) en phase de poule (défaite face à Vera Zvonareva en trois set). Elle s'incline en demi-finale contre Venus Williams en trois sets et 2 h 11 de jeu (2-6, 6-2, 3-6), future lauréate du tournoi.
Elle termine sa saison à la première place du classement, avec 65 victoires pour 19 défaites, 4710 points WTA sur 22 tournois et 4786 points Race sur 21 tournois.

### 2009 - Une saison en demi-teinte

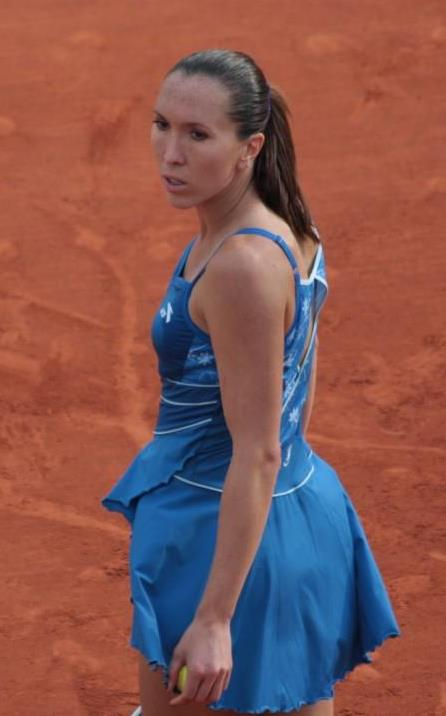
À Roland-Garros en 2009.

La grande nouveauté pour cette saison concerne l’équipement de Jelena Janković. En effet, ses contrats avec Reebok et Prince étant arrivés à échéance, la joueuse serbe a opté pour un partenariat avec Anta.
L'entraînement rigoureux auquel elle s'est astreint pour préparer cette saison 2009 n'a pas produit de résultats à la hauteur de ses espérances. Après avoir déclaré forfait pour maladie avant le tournoi d’exhibition de Hong Kong, alors tête de série numéro 1, elle échoue en huitième de finale de l'Open d'Australie, éliminée sèchement par Marion Bartoli (1-6, 4-6) 17e mondiale. Avec cette défaite en 1/8 de finale et la qualification de Safina, Dementieva et de Serena Williams pour le dernier carré, elle passe de la 1re à la 3e place du classement WTA.
À la suite du forfait de Maria Sharapova, elle reçoit une invitation pour participer à l'Open GDF Suez où elle se qualifie pour les demi-finales, battue par le vainqueur du tournoi Amélie Mauresmo (2-6, 6-0, 1-6), après avoir battu Francesca Schiavone, Li Na (6-0, 3-6, 6-2) et Alizé Cornet (5-7, 6-4, 6-4). La semaine suivante, elle est éliminée dès les huitièmes de finale par Kaia Kanepi (2-6, 5-7) à l'Open de Dubaï.
Au tournoi d'Indian Wells, elle est battue dès son premier match par Anastasia Pavlyuchenkova (4-6, 4-6). Idem lors de l'Open de Miami, où elle est sortie par Gisela Dulko (4-6, 65-7).
Lors du tournoi suivant, Jelena renoue avec le succès avec le retour de la terre battue. En effet, elle remporte le tout nouvel Open de Marbella, le dixième titre WTA de sa carrière, en s’imposant face à Carla Suárez Navarro (6-3, 3-6, 6-3).
Lors de la Fed Cup, opposant l’Espagne à la Serbie, Jelena rapporte deux points à son pays, au détriment de María José Martínez Sánchez (6-3, 6-4) et d'Anabel Medina Garrigues (6-3, 3-6, 6-3). La semaine achevée, elle part au Grand Prix de Stuttgart, en tant que tenante du titre. Depuis l'Open de Marbella, elle signe un total de neuf victoires sur neuf sur terre battue, jusqu’à sa défaite en quart de finale, face à Flavia Pennetta (6-2, 4-6, 4-6).
Pour les Internazionali d'Italia, Jelena, double tenante du titre, se fait à nouveau sortir en quart de finale, cette fois-ci par Svetlana Kuznetsova (1-6, 63-7) 8e mondiale. Idem au tout nouveau tournoi de Mutua Madrilena Madrid Open, battue par la trentenaire Patty Schnyder (66-7, 3-6) et 20e mondiale.
À Roland-Garros, après un début de tournoi tranquille, elle échoue de manière surprenante en huitième de finale contre la jeune joueuse Roumaine Sorana Cîrstea 41e mondiale, au terme d'un match marathon (6-3, 0-6, 7-9), alors qu'elle avait servi pour le match à 4-5 dans la 3e manche.
Quant au Tournoi d'Eastbourne, Jelena est battue dès le premier tour par Anna Chakvetadze (7-65, 3-6, 2-6). À Wimbledon en tant que tête de série numéro 6, elle est éliminée au troisième tour par la jeune Américaine Melanie Oudin 124e mondiale (7-68, 5-7, 2-6) de 17 ans, la révélation du tournoi.

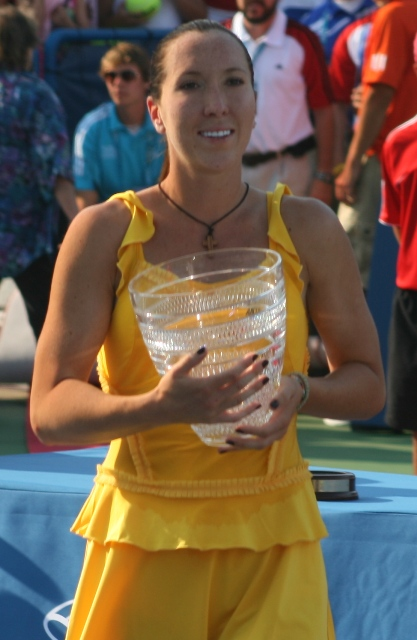
Jelena Jankovic avec son trophée à l'Open de Cincinnati en 2009.

De retour au Classic de Stanford, Jelena est stoppée en quart de finale par sa bête noire, Marion Bartoli (6-3, 63-7, 3-6) 14e mondiale. Une semaine plus tard, à l'Open de Cincinnati, elle s’impose en finale face à Dinara Safina (6-4, 6-2) alors 1re mondiale. C’est seulement sa deuxième finale depuis le début de saison. En demi-finale, elle avait remporté un match au scénario complètement fou face à Elena Dementieva 4e mondiale, puisque après avoir remporté la première manche au tie-break, c'est la Russe qui gagne le second sur un 6-0, puis la Serbe obtient 3 balles de match à 5-4 avant de se faire rejoindre, Dementieva obtient 4 balles de match consécutives à 6-2 dans le tie-break, toutes sauvées par Jelena qui remporte le match à 8-6 (7-62, 0-6, 7-66). Cette victoire lui permet de remonter à la 4e place mondiale. À l'Open du Canada, Jelena se fait éliminer en quart de finale par Alisa Kleybanova (7-66, 67-7, 2-6), 36e mondiale, et après avoir battu la revenante Kim Clijsters (1-6, 6-3, 7-5) sur le fil.
Finaliste en 2008 à l'US Open en tant que tête de série numéro 5, Jelena ne parvient pas à réitérer son parcours de l'an passé et subit une défaite prématurée au second tour, des œuvres de Yaroslava Shvedova (3-6, 7-64, 66-7) 55e mondiale.
Jelena perd en finale contre Maria Sharapova sur abandon à la suite d'une blessure au poignet droit lors de l'Open de Tokyo.
Pour le tournoi suivant, l’Open de Chine, Jelena perd dès son premier match, lors du second tour l’opposant à Peng Shuai (6-4, 5-7, 2-6) alors 53e mondiale.
À la Coupe du Kremlin, elle est éliminée en quart de finale par Alisa Kleybanova. L’issue de ce tournoi est déterminante pour l’attribution de la dernière place des Masters. En effet, Jelena se doit de faire aussi bien que Vera Zvonareva pour se qualifier. En remportant finalement un match de plus, elle se qualifie pour les Masters avec seulement un avantage de cinq points sur Zvonareva (3555 à 3550).
À Doha pour les Masters, Jelena se retrouve dans le groupe blanc composé de Caroline Wozniacki, Victoria Azarenka et Dinara Safina. Elle perd son premier match contre Victoria (2-6, 3-6) mais remporte les deux suivants (Dinara sur abandon et Wozniacki : 6-2, 6-2). Grâce à ces deux victoires, elle se qualifie pour les demi-finales, où elle échoue face à Venus Williams (7-5, 3-6, 4-6), tenante du titre.
Jelena termine sa saison à la huitième place avec un rapport de quarante-six victoires pour dix-neuf défaites.

### 2010 - Une année difficile

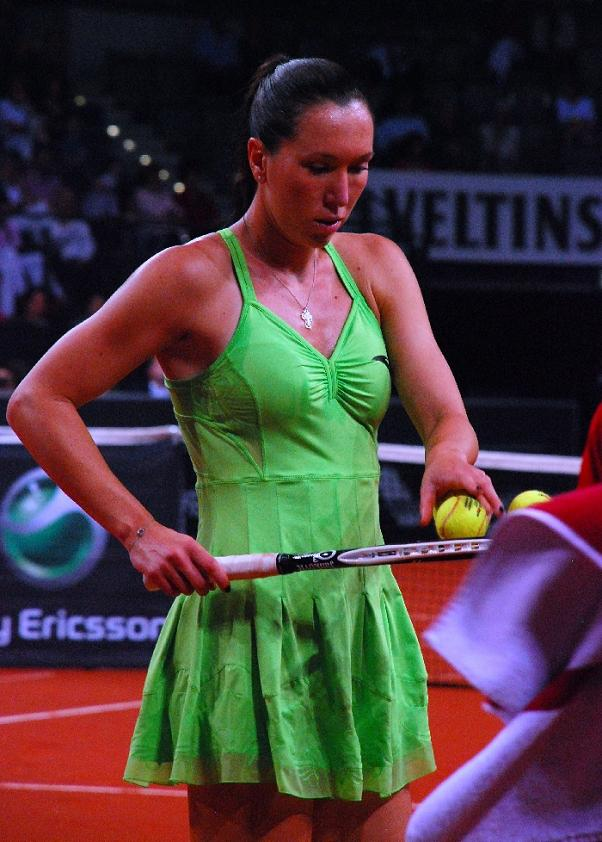
Jelena Jankovic à Stuttgart en 2010.

Jelena Jankovic commence sa saison lors du tournoi de Sydney ; tête de série no 7, elle s'incline d'entrée face à la Hongroise Ágnes Szávay. À l'Open d'Australie, elle passe deux tours contre Monica Niculescu et Katie O'Brien avant de céder face à l'Ukrainienne Alona Bondarenko contre qui elle n'avait jusqu'alors jamais perdu en neuf confrontations.
Elle remporte par la suite ses deux matchs du premier tour de la Fed Cup contre les Russes Svetlana Kuznetsova et Alisa Kleybanova.
Exemptée de 1er tour à Dubaï, elle finit par passer au terme d'un match accroché contre la Française Aravane Rezaï mais perd contre Vera Zvonareva au troisième tour. Principale tête d'affiche lors du tournoi de Monterrey, elle disparaît dès le premier tour contre Anastasija Sevastova.
Tête de série no 6 à Indian Wells, elle passe tout près de l'élimination au troisième tour contre l'Italienne Sara Errani et déroule par la suite face à Shahar Peer, Alisa Kleybanova, Samantha Stosur et Caroline Wozniacki en finale pour remporter son douzième titre sur le circuit WTA. La semaine suivante à Miami, elle s'incline contre Samantha Stosur au 4e tour après avoir éliminé Mariya Koryttseva et Elena Vesnina.
Jelena commence par la suite sa saison sur terre battue au tournoi de Charleston, où elle atteint les quarts de finale, battue par la Slovaque Daniela Hantuchová.
Lors des barrages de Fed Cup contre la Slovaquie, elle remporte un match contre Magdaléna Rybáriková et perd une nouvelle fois contre Daniela Hantuchová.
À Stuttgart, elle s'incline pour la dixième fois contre la Belge Justine Henin en quart de finale au terme d'un match accroché. Aux Internationaux d'Italie de Rome, Jelena remporte difficilement son match contre l'Américaine Bethanie Mattek-Sands au premier tour, bat la Belge Yanina Wickmayer puis réalise en quart et demi-finale la performance de battre Venus et Serena Williams. La Serbe étrille complètement Venus et remporte ce match 6-0, 6-1, et ensuite bat Serena au terme d'un combat conclu au tie-break du troisième set. En finale pour la troisième fois en quatre ans à Rome, elle cède après un bras de fer épique où elle a eu des occasions de remporter la 1re manche contre l'Espagnole Martinez Sanchez (7-6, 7-5). Remontée à la 4e place mondiale du classement WTA, Jelena Jankovic s'incline en quart de finale du tournoi de Madrid face à la puissance de la Française Aravane Rezaï qui remporte par la suite le tournoi.
Tête de série no 4 à Roland-Garros, la Serbe passe tranquillement son premier tour contre l'Australienne Alicia Molik puis se retrouve un peu plus en difficulté face à l'Estonienne Kaia Kanepi. Au troisième tour, elle élimine la tête de série no 27 Alona Bondarenko en deux manches puis prend sa revanche sur la Slovaque Daniela Hantuchová, tête de série no 23, en deux sets. En quart de finale, elle bat la surprenante Khazakhe Yaroslava Shvedova. En demi-finale cependant, elle ne peut rien faire contre l'Australienne Samantha Stosur, s'inclinant en deux manches sèches (6-1, 6-2). C'est la troisième fois en 4 ans que la serbe perd en demi-finale des Internationaux de France.
Tête de série no 4 à Wimbledon, Jelena remporte son premier match face à Laura Robson puis passe plus difficilement son deuxième tour face à Aleksandra Wozniak en 3 sets et gagne facilement son troisième match face à Alona Bondarenko avant d'être obligée d'abandonner en huitième de finale face à Vera Zvonareva à cause de maux de dos et d'une cuisse droite douloureuse. À l'issue du tournoi, la serbe remonte cependant à la 2e place mondiale et se place plutôt bien pour récupérer la place de numéro un de Serena Williams, blessée au pied droit.
De retour au tournoi de Portoroz, Jelena Jankovic remporte son premier match face à sa compatriote et amie Bojana Jovanovski puis est contrainte à l'abandon après s'être tordu la cheville contre Anastasiya Yakimova. À San Diego, la serbe s'incline dès son entrée en lice face à Alisa Kleybanova. Tenante du titre au tournoi de Cincinnati, Jelena remporte difficilement son premier match contre la russe Vera Dushevina puis se fait surprendre par Akgul Amanmuradova. À Montréal, elle s'incline d'entrée face à Iveta Benešová auteur d'un match époustouflant (7-6, 6-3).
Retombée à la 5e place mondiale au début de l'US Open, la serbe passe dans la douleur ses deux premiers tours du dernier grand chelem de la saison contre Simona Halep et Mirjana Lučić puis s'incline contre Kaia Kanepi au troisième tour.
Sa fin de saison est tout autant laborieuse que la saison américaine, puisqu'elle enchaîne les défaites prématurées à Tokyo, battue au troisième tour contre Kaia Kanepi, à Pékin au deuxième tour contre Bojana Jovanovski puis d'entrée à Moscou contre Zarina Diyas, 268e mondiale.
La Serbe est tout de même qualifiée pour le Masters de fin d'année de Doha pour la quatrième année consécutive. Lors de son arrivée au Qatar, Jelena Jankovic explique avoir attrapé un virus, qu'elle traîne depuis le tournoi de Pékin, et ajoute être loin de son niveau. Elle est battue lors de ses trois matchs de poule par Vera Zvonareva, Kim Clijsters et Victoria Azarenka sans gagner le moindre set.
Elle termine la saison à la 8e place mondiale avec un ratio de 38 victoires pour 23 défaites.

### 2011 - Sortie du Top 10
Lors de l'intersaison, la Serbe engage l'ancien joueur Andrei Pavel comme entraîneur.

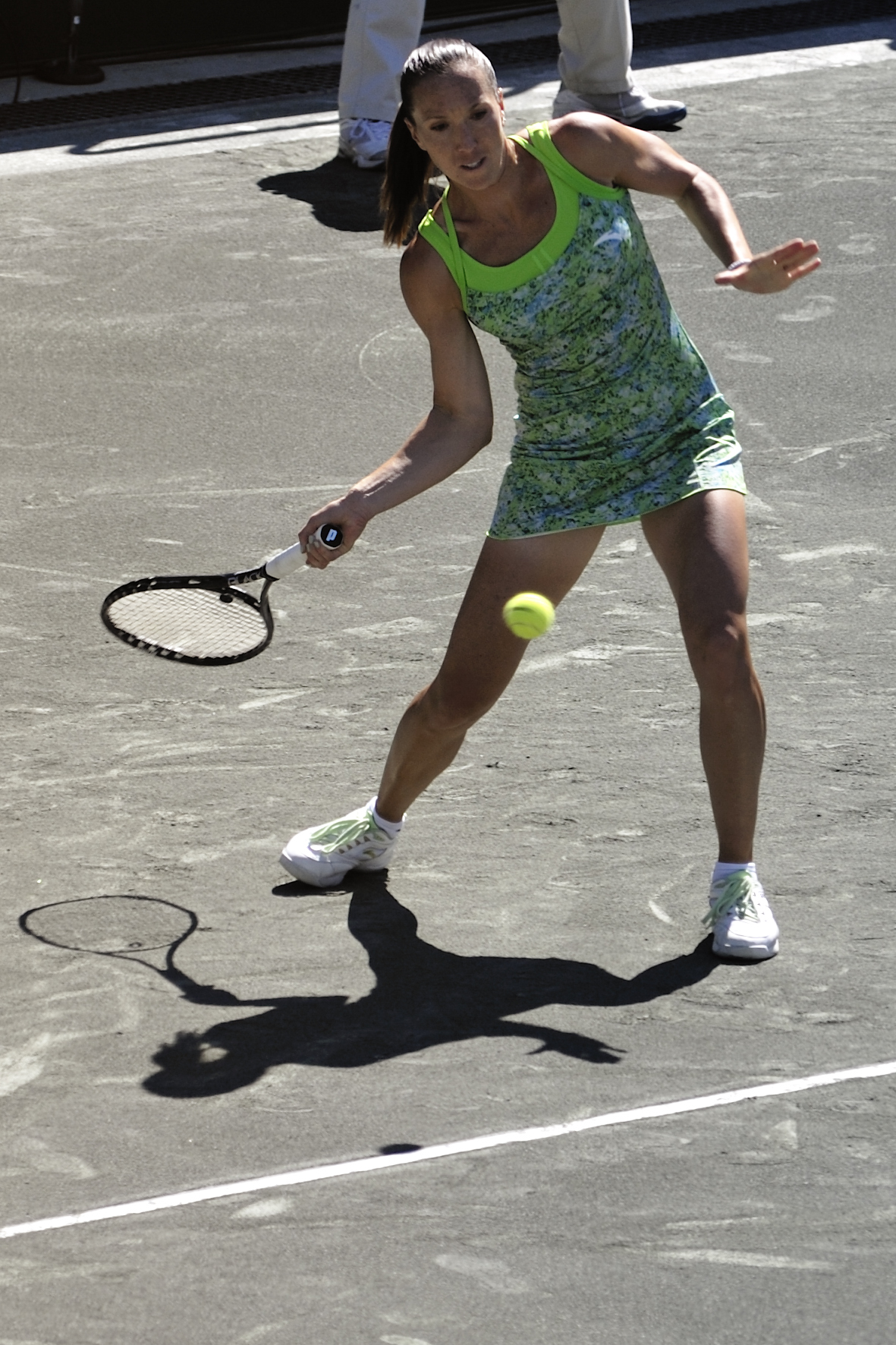
Jelena Jankovic au tournoi de Charleston en 2011.

Jelena Janković commence sa saison par une défaite au tournoi de Sydney
contre la Française Aravane Rezaï en trois sets.
À l'Open d'Australie, elle remporte son premier match face à Alla Kudryavtseva avant de s'incliner dès le deuxième tour contre la Chinoise Peng Shuai.
De retour à la compétition pour le tournoi de Dubaï, où elle est exemptée de premier tour, elle remporte facilement son premier match contre Chanelle Scheepers puis bat au troisième tour Kaia Kanepi après deux défaites contre l'Estonienne en fin de saison dernière. En quart de finale, elle bat Samantha Stosur après 2 heures 50 de jeu : c'est la première fois depuis Wimbledon 2010 que la Serbe remporte trois matchs consécutifs et également sa première victoire sur une top 10 depuis sa victoire face à Serena Williams à Rome en 2010. En demi-finale, elle s'incline contre la nouvelle numéro un mondiale Caroline Wozniacki, après avoir mené 5-2 dans la première manche et manqué 4 balles de set. À l'issue du tournoi, elle remonte à la 6e place au classement WTA.
La semaine suivante à Doha elle profite d'un tableau clément pour atteindre le dernier carré en écartant Fatma Al Nabhani, Sania Mirza et Klára Koukalová en quart de finale. En demi-finale, elle s'incline contre la numéro trois mondiale Vera Zvonareva en trois sets, non sans avoir obtenu trois balles de break à 4-4 dans la dernière manche.
Défaite au premier tour l'an passé à Monterrey, elle bat tour à tour Lourdes Domínguez Lino, Sybille Bammer, Anastasija Sevastova et Polona Hercog pour s'incliner en finale contre Anastasia Pavlyuchenkova.
Tenante du titre à Indian Wells, elle bat la Wild Card américaine Coco Vandeweghe puis l'Allemande Julia Görges. Elle retrouve au 4e tour sa compatriote Ana Ivanović contre qui elle s'incline pour la septième fois en dix rencontres. La Serbe retombe à la 7e place au classement WTA le 21 mars.
La semaine suivante à Miami, elle élimine Monica Niculescu (6-3, 6-1), Klára Koukalová (7-5, 6-1) puis Anabel Medina Garrigues (6-1, 6-3) avant de chuter en quart de finale contre l'Allemande Andrea Petkovic, vainqueure la veille de la numéro un mondiale Caroline Wozniacki, en 2 heures 50 de jeu et au terme d'une fin de match de haute intensité (2-6, 6-2, 6-4).
Jelena Janković commence ensuite sa saison sur terre battue lors du tournoi de Charleston. Elle bat successivement Tamira Paszek, Chanelle Scheepers et Christina McHale avant de s'incliner en demi-finale contre la numéro un mondiale Caroline Wozniacki.
Lors des barrages de Fed Cup, le capitaine serbe ne la titularise pas pour le premier jour mais pour le deuxième alors que la Serbie est menée 2-1 contre la Slovaquie. Elle remporte le simple face à Daniela Hantuchová en trois sets puis le double décisif associée à Aleksandra Krunić face à la paire Daniela Hantuchová/Magdaléna Rybáriková en trois sets après avoir été menée 6-2, 5-1 et sauvé une balle de match. La Serbie sera donc présente dans le groupe mondial en 2012.
À Stuttgart, elle domine Beatriz García Vidagany avant de s'incliner comme à Miami contre Andrea Petkovic, à nouveau en trois manches (3-6, 6-1, 6-3).
Au tournoi de Madrid, la Serbe s'impose au premier tour face à l'Espagnole Laura Pous Tió avant de s'incliner contre la Tchèque Lucie Šafářová après 2h20 de jeu.
La semaine suivante à Rome, elle prend sa revanche face à Lucie Šafářová puis bat l'Espagnole Anabel Medina Garrigues pour la huitième fois en autant de rencontre. En quart de finale, elle s'incline en trois sets, pour la troisième fois cette saison, contre la numéro un mondiale Caroline Wozniacki. La Serbe tombe à la 10e place du classement WTA à la fin du tournoi.
Tête de série no 4 du nouveau tournoi de Bruxelles, Jelena Janković passe facilement le premier tour face à Anastasia Rodionova avant de s'incliner contre la Suédoise Sofia Arvidsson.
La semaine suivante lors des Internationaux de France, la Serbe passe tranquillement ses premiers tours contre Alona Bondarenko, Vera Dushevina et Bethanie Mattek-Sands avant de s'incliner face à la tenante du titre Francesca Schiavone (6-3, 2-6, 6-4) après un combat de 2h40. À l'issue du tournoi, Jelena Jankovic sort du top 10 pour la première fois depuis plus de quatre ans (février 2007), à la 15e place.
À Wimbledon, elle disparait dès le premier tour face à l'Espagnole María José Martínez Sánchez.
De retour lors de la Rogers Cup à Toronto, elle s'incline dès le premier tour contre l'Allemande Julia Görges. La semaine suivante à Cincinnati, Jelena Jankovic atteint la finale en enchaînant les victoires face à Iveta Benešová, Zheng Jie, Francesca Schiavone, Andrea Petkovic et profite du forfait de Peng Shuai en quart de finale. Elle s'incline en finale contre Maria Sharapova.
Au tournoi de New Haven, Jelena perd dès le premier tour face à la Russe Elena Vesnina.
Lors du tournoi de l'Us Open, la Serbe passe facilement ses deux premiers tours contre Alison Riske et Jelena Dokić avant de perdre contre la Russe Anastasia Pavlyuchenkova.
À Tokyo, Jelena Janković s'incline au troisième tour face à la future vainqueur du tournoi, Agnieszka Radwańska, en trois manches. Elle est définitivement hors-jeu dans la course au Masters de fin d'année, pour la première fois depuis 2006.
La semaine suivante à Pékin, elle perd dès son entrée en lice face à Tamira Paszek.
De retour à Linz, Jelena accède au dernier carré du tournoi et perd contre la Tchèque Petra Kvitová après plus de 2h30 de match.
Jelena Janković termine sa saison 2011 au tournoi de Moscou où elle s'incline dès son premier match face à la Russe Ekaterina Ivanova (en).
Elle met ainsi un terme à une saison compliquée où elle n'a remporté aucun titre et qui l'a vue sortir du Top 10 au mois de juin. Son ratio est de 38 victoires pour 23 défaites.

### 2012 - Sortie du Top 20
Durant l'inter-saison, la Serbe change de structure et quitte IMG afin d'engager l'ancien joueur universitaire allemand Henner Nehles. Elle s'engage également avec la marque Fila.
Pour son premier tournoi de la saison, Jelena Janković atteint les quarts de finale du tournoi de Brisbane, où elle s'incline face à l'Italienne Francesca Schiavone.
La semaine suivante à Sydney, elle s'incline au deuxième tour contre la numéro 3 mondiale, Victoria Azarenka.
Pour la première levée du Grand Chelem de l'année à l'Open d'Australie, elle atteint le 4e tour après des victoires sur Laura Robson, Chang Kai-Chen et Christina McHale et s'incline pour la quatrième fois de suite face à la numéro 1 mondiale Caroline Wozniacki.
Lors du week-end de Fed Cup, Jelena Janković ressent une douleur à la cuisse gauche durant le match qui l'oppose à Kirsten Flipkens, match qu'elle remporte. Elle déclare alors forfait pour la suite de la rencontre, ce qui n'empêche pas la Serbie de se qualifier pour la première fois pour les demi-finales.
Insuffisamment remise, elle décide de déclarer forfait pour l'Open Gdf Suez à Coubertin.
Elle perd la semaine suivante face à Shahar Peer lors de son entrée en lice au tournoi de Doha.
À Dubaï la semaine suivante, elle s'incline face à Agnieszka Radwańska en demi-finale après avoir écarté Petra Cetkovská, Flavia Pennetta et la numéro 5 mondiale, Samantha Stosur.
À la suite des forfaits de Marion Bartoli et Venus Williams, Janković reçoit une wild card au tournoi de Kuala Lumpur où, après avoir sauvé trois balles de match au 1er tour face à la jeune Française Caroline Garcia, elle s'incline après trois heures de jeu face à Petra Martić en demi-finale.

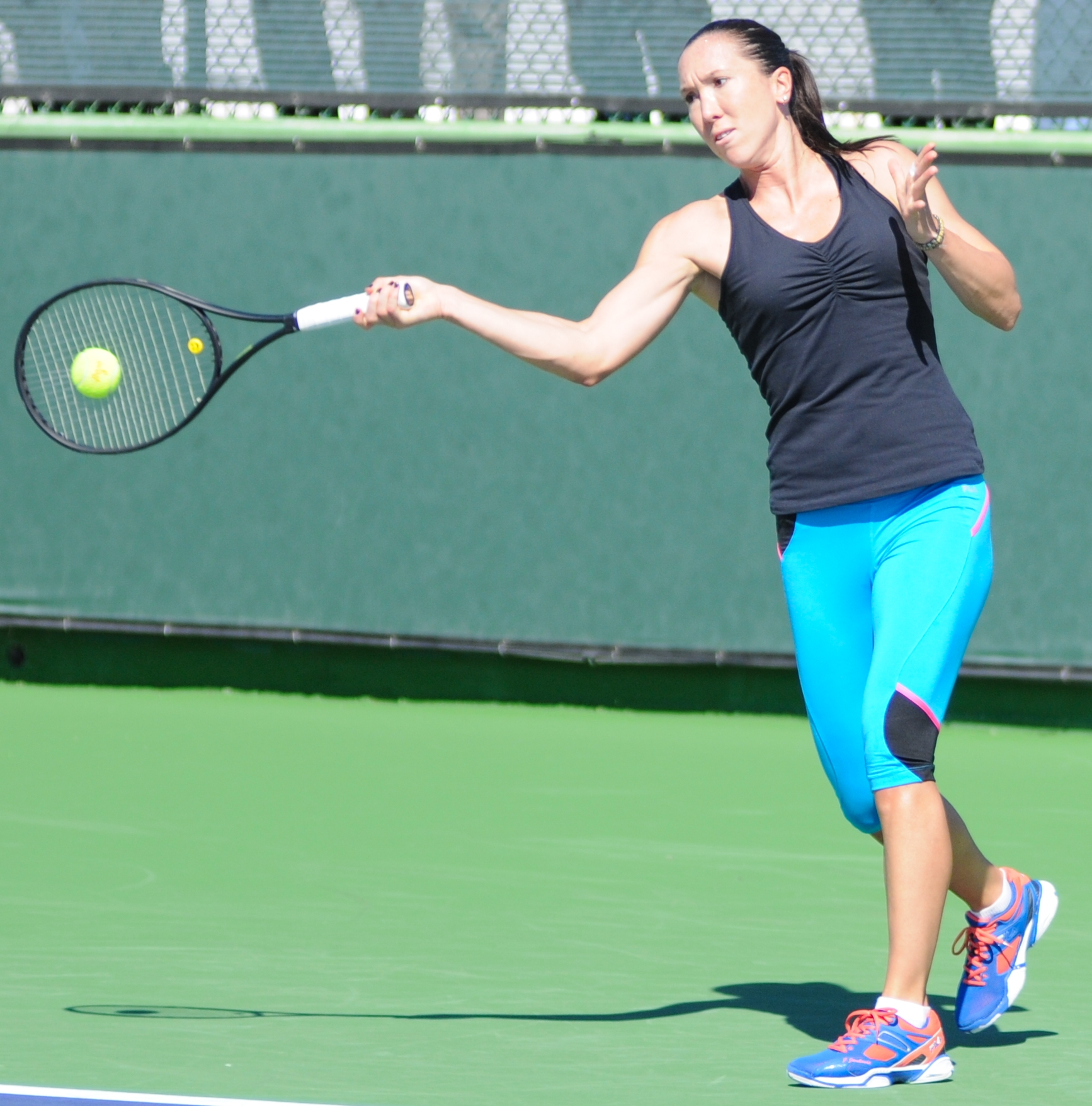
Jankovic à l'entraînement à Indian Wells en 2012.

À Indian Wells, elle perd lors de son premier match contre l'Américaine Jamie Hampton, 99e joueuse mondiale.
La semaine suivante à Miami, elle s'incline sèchement dès son premier match face à l'Allemande Mona Barthel en deux manches (6-0, 6-3).
Vient ensuite le tournoi de Charleston sur terre battue, où elle s'incline encore dès son premier match face à Venus Williams, s'écroulant littéralement après avoir servi pour la première manche à 5-4, match qu'elle perdra finalement 7-5, 6-0.
À son tournoi suivant, le E-Boks Open à Copenhague, elle enchaîne des victoires contre Laura Robson, Yulia Putintseva et Kaia Kanepi afin de se propulser en demi-finales du tournoi. Elle perd toutefois à ce stade face à la nouvelle sensation allemande Angelique Kerber, en deux manches (6-2, 6-1).
Elle représente ensuite la Serbie lors de la demi-finale de la Fed Cup face à la Russie, confrontation se déroulant sur terre battue en Russie. Elle gagne ses deux matchs de simple face à Anastasia Pavlyuchenkova (6-4, 6-3) et Svetlana Kuznetsova (6-1, 6-4), et permet à la Serbie de se hisser en finale avec 3 victoires contre 2 défaites.
Lors de ses 4 tournois suivants, se déroulant à Stuttgart, Madrid, Rome et Bruxelles, elle perd dès son entrée en lice, contre Caroline Wozniacki (6-3, 1-0 ab.), Carla Suárez Navarro (4-6, 7-65, 6-4), Sorana Cîrstea (6-3, 4-6, 7-64) et Simona Halep (6-2, 3-6, 7-63).
Lors du tournoi de Roland-Garros, elle bat difficilement Patricia Mayr-Achleitner au premier tour (1-6, 6-1, 7-5) avant de s'incliner contre l'Américaine Varvara Lepchenko en trois sets et près de trois heures de match (7-6, 4-6, 6-4).
Elle atteint ensuite la finale du tournoi de Birmingham sur gazon, s'inclinant face à Melanie Oudin.
Lors du tournoi de Wimbledon, elle perd d'entrée face à Kim Clijsters (6-2, 6-4).
À Stanford, elle s'incline dès son entrée en lice face à Coco Vandeweghe. La semaine suivante à Carlsbad, elle perd en quart de finale face à Chan Yung-Jan.
Aux Jeux olympiques de Londres, Jelena Jankovic tombe dès le premier tour face à Serena Williams, récente gagnante de Wimbledon, en deux manches (6-3, 6-1).
Lors des tournois de Montréal et de Cincinnati, elle perd dès son premier match contre Aleksandra Wozniak et Peng Shuai. À Dallas, elle atteint la finale avant de s'incliner contre l'Italienne Roberta Vinci.
Elle perd ensuite au troisième tour de l'US Open face à la numéro 2 mondiale, Agnieszka Radwańska.
À Tokyo, elle s'incline une nouvelle fois face à Radwanska au deuxième tour après avoir battu Yanina Wickmayer au premier tour.
Lors du tournoi de Pékin, elle bat successivement Andrea Petkovic et Monica Niculescu avant de perdre face à Carla Suárez Navarro.
Au Luxembourg, elle s'incline face à Andrea Petkovic au deuxième tour.
Lors de la finale de la Fed Cup, la Serbe perd ses deux matchs face à Lucie Šafářová et Petra Kvitová. L'équipe de Serbie s'incline finalement 4 à 1.
Cette saison 2012 se termine donc avec un ratio de 32 victoires pour 30 défaites. Elle est également sortie du top 20 en cours d'année pour la première fois depuis 2006.

### 2013 - Retour dans le Top 10

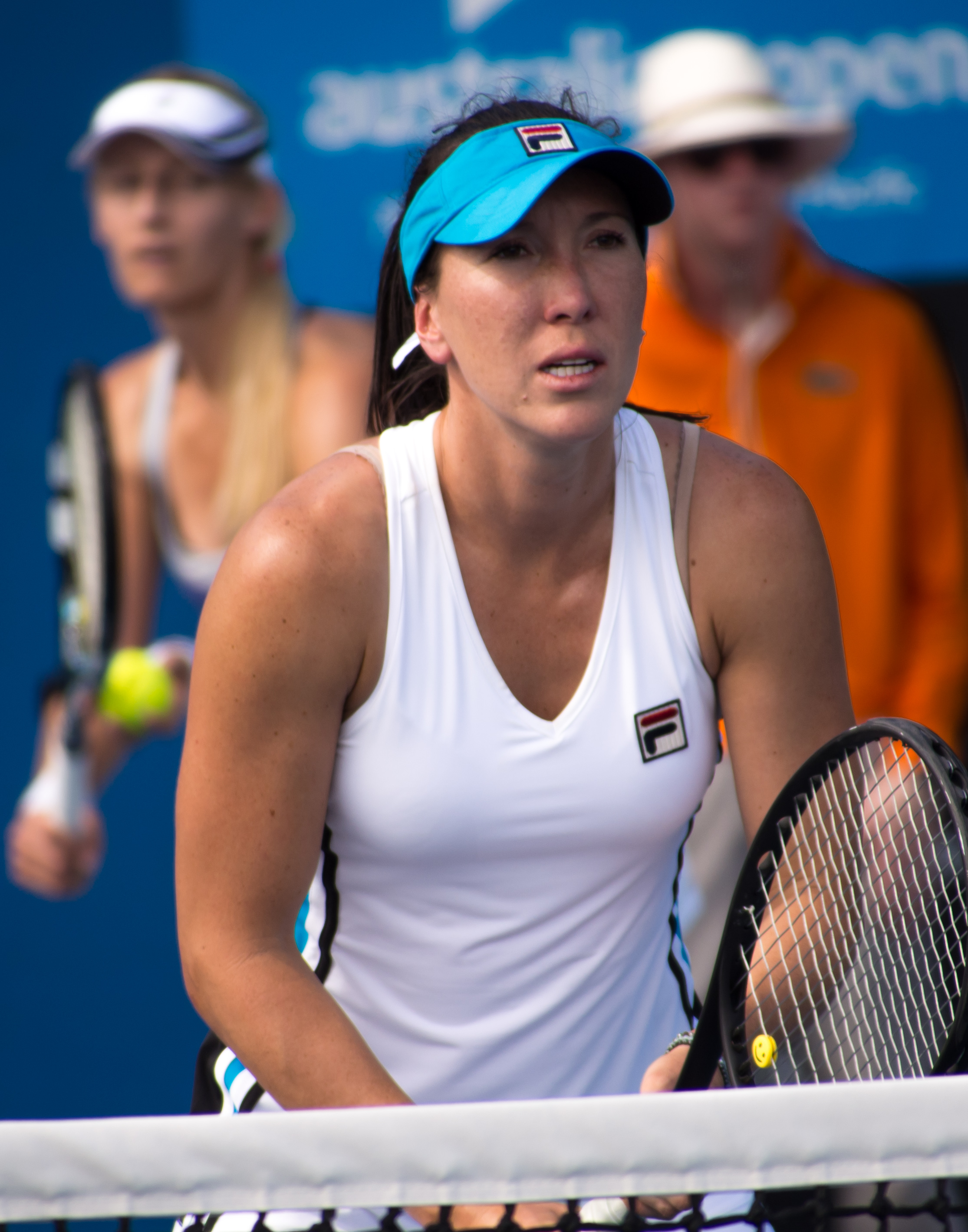
Jelena Jankovic lors d'un double avec Mirjana Lučić-Baroni à l'Open d'Australie en 2013.

Jelena Jankovic commence sa saison 2013 par le tournoi de Sydney où elle perd au 2e tour face à Roberta Vinci.
Lors du premier tournoi du Grand Chelem de la saison, l'Open d'Australie, elle bat Johanna Larsson et Maria João Koehler avant de s'incliner face à sa compatriote Ana Ivanović au 3e tour.
À Doha, elle s'incline d'entrée contre Monica Niculescu.
Lors du tournoi de Bogota elle s'impose successivement contre Julia Cohen, Mariana Duque Mariño, Alexandra Cadanțu, Karin Knapp et Paula Ormaechea pour remporter son premier tournoi depuis près de trois ans. Elle s'incline ensuite en trois manches lors de son entrée en lice au tournoi d'Indian Wells face à la Russe Svetlana Kuznetsova.
À Miami, elle bat tour à tour Victoria Duval, Nadia Petrova, Sorana Cîrstea et Roberta Vinci pour rallier le dernier carré face à la no 2 mondiale Maria Sharapova contre qui elle s'incline lourdement, 6-2, 6-1. Cette performance lui permet néanmoins de réintégrer le top 20 (à la 18e place) après en être sortie près de 7 mois plus tôt.
Jelena Jankovic commence ensuite la saison sur terre battue au tournoi de Charleston. Elle connaît deux premiers tours difficiles face à l'Américaine Melanie Oudin et la Française Caroline Garcia (elle sauvera même deux balles de matchs face à Garcia) puis déroule contre Jessica Pegula et la jeune espoir Eugenie Bouchard et s'impose en trois sets en demi-finale face à la Suissesse Stefanie Vögele. En finale, elle s'incline devant Serena Williams.
Lors du tournoi de Stuttgart, elle bat l'Australienne Samantha Stosur au premier tour. C'est sa première victoire sur une joueuse de top 10 depuis Dubaï en 2012 et une victoire contre la même Stosur. Elle s'incline ensuite face à l'Allemande Sabine Lisicki non sans avoir sauvé six balles de set dans la première manche.
À Madrid, elle perd dès le premier tour contre Chanelle Scheepers en trois sets.
Lors du tournoi de Rome, elle bat Tsvetana Pironkova, Bojana Jovanovski et la no 5 mondiale Na Li, finaliste de l'édition précédente, pour atteindre les quarts de finale où elle s'incline face à la Roumaine Simona Halep après avoir obtenu 2 balles de match dans le troisième set.
Lors du deuxième tournoi du Grand Chelem de la saison, à Roland-Garros, elle bat Daniela Hantuchová, Garbiñe Muguruza puis la no 9 mondiale Samantha Stosur et Jamie Hampton pour s'offrir son premier quart de finale en Grand Chelem depuis 2010. Elle s'incline néanmoins en trois sets contre la tenante du titre et no 2 mondiale, Maria Sharapova, après une bataille de près de 2 heures de jeu.

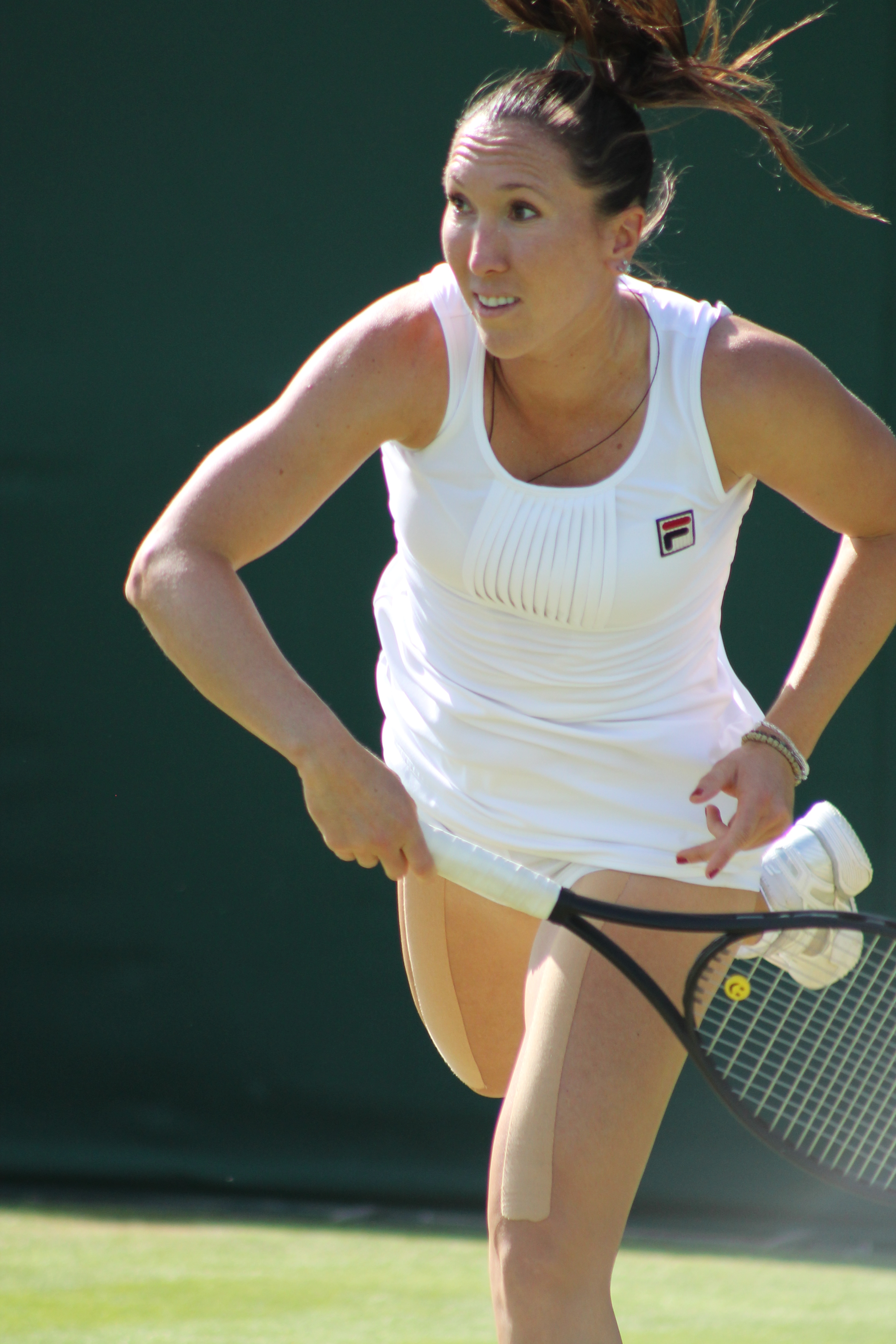
Jelena Jankovic au service à Wimbledon en 2013.

À Nuremberg, elle bat au premier tour la Néerlandaise Arantxa Rus, puis la Suédoise Johanna Larsson et l'Espagnole Lourdes Domínguez Lino en quart de finale avant de s'incliner en demi-finale face à l'Allemande Andrea Petkovic.
La Serbe se fait surprendre dès le deuxième tour du tournoi de Wimbledon par Vesna Manasieva.
Lors de la tournée américaine en préparation à l'US Open, à Toronto, elle est battue en huitièmes de finale par la Roumaine Sorana Cîrstea (6-3, 6-4) après avoir battu Tatishvili et Fichman. La semaine suivante, à Cincinnati, tournoi qui lui réussit d'habitude, elle bat au premier tour Sabine Lisicki en 3 sets avant de battre, encore dans la douleur, la Russe Ekaterina Makarova sur le score de 2-6, 6-3, 6-3. En huitièmes, elle élimine la jeune Sloane Stephens dans un match qui aura duré près de 2 h 30. En quarts de finale, elle affronte alors Roberta Vinci, tête de série no 12 du tournoi, qu'elle expédie 6-0, 6-4. En demi-finales, Jelena affronte la biélorusse Victoria Azarenka, actuelle N.2 mondiale. La serbe est battue sur le score serré de 6-4, 2-6, 3-6. Cette performance est alors de bon augure pour l'US Open et également pour son retour au premier plan puisqu'elle passe de la 15e à la 11e place au classement WTA.
Jelena Jankovic arrive à l'US Open où elle bat consécutivement Madison Keys, Alisa Kleybanova et la prometteuse Kurumi Nara. En atteignant les huitièmes de finale, elle prend provisoirement la 10e place au classement WTA qu'elle sera sûre d'avoir à la suite de la contre-performance de Petra Kvitová, éliminée au 3e tour. Elle se fait éliminer par la chinoise Na Li.
Elle participe ensuite au tournoi de Tokyo où elle se fait éliminer au troisième tour par Eugenie Bouchard. La semaine suivante, à Pékin, elle profite d'un tableau clément pour rallier le dernier carré en battant Anastasia Pavlyuchenkova, Galina Voskoboeva, Carla Suárez Navarro et Lucie Šafářová. En demi-finales, elle élimine la Tchèque Petra Kvitová en trois sets. Elle s'incline en finale face à la no 1 mondiale, Serena Williams. Cette performance lui permet de se placer idéalement dans la course au masters, à la 8e place à la Race en devançant assez confortablement Angelique Kerber. La semaine suivante, elle déclare forfait au tournoi d'Osaka à cause d'une douleur à la hanche. À la suite de l'annonce du forfait de Maria Sharapova, elle assure sa qualification pour le Masters.
Lors du Masters, elle bat pour son premier match de poule la numéro 2 mondiale Victoria Azarenka en deux sets. Elle s'incline ensuite face à Na Li et Sara Errani mais est cependant qualifiée pour le dernier carré. En demi-finales, elle s'incline face à Serena Williams en trois sets.
Elle termine la saison à la 8e place mondiale avec un ratio de 46 victoires pour 21 défaites. Durant cette saison, elle a également rejoint le cercle restreint des joueuses ayant plus de 500 victoires en carrière.

### 2014
Jelena Janković entame la saison 2014 au tournoi de Brisbane où elle est tête de série no 4. Elle s'impose en deux sets lors de ses deux premiers matchs face à Francesca Schiavone et Elina Svitolina. Elle bat en quart de finale Angelique Kerber en trois sets avant de s'incliner face à Victoria Azarenka, no 2 mondiale, également en trois sets.
La semaine suivante à Sydney elle s'incline dès son entrée en lice contre Ekaterina Makarova.
Janković s'aligne ensuite à l'Open d'Australie. Elle s'impose lors de ses trois premiers tours face à trois Japonaises, Misaki Doi, Ayumi Morita et Kurumi Nara. Lors du quatrième tour, elle perd face à la Roumaine Simona Halep en trois sets, 6-4, 2-6, 6-0.
Elle atteint ensuite les demi-finales à Doha où elle s'incline face à Angelique Kerber après avoir éliminé Karin Knapp, Alisa Kleybanova et Petra Kvitová. La semaine suivante, à Dubaï, Janković bat Zanevska au premier tour puis Lucie Šafářová au deuxième, avant de s'incliner face à la numéro un mondiale, Serena Williams.

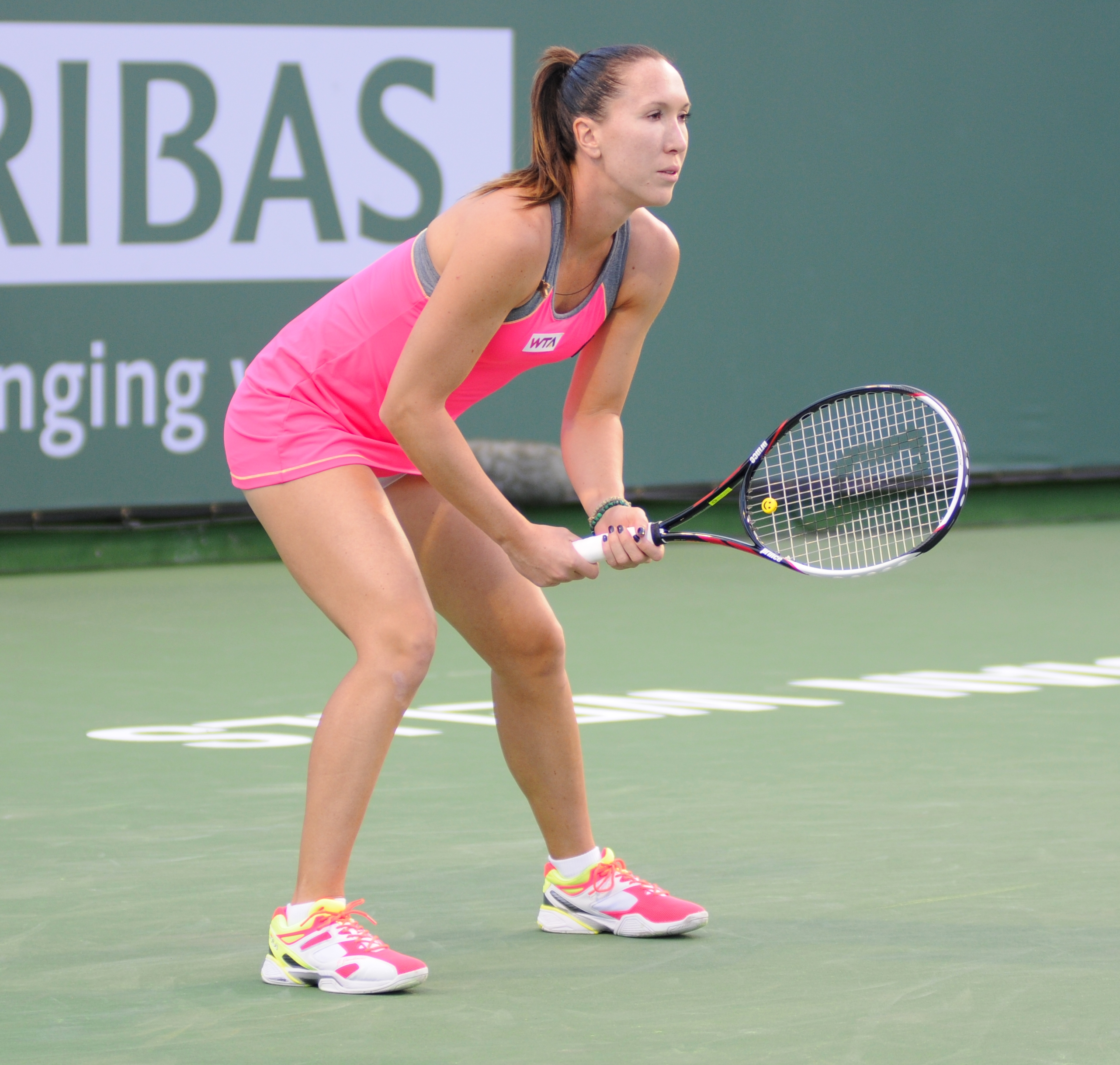
Jankovic à Indian Wells en 2014.

À Indian Wells, elle bat facilement Yvonne Meusburger, Magdaléna Rybáriková puis Caroline Wozniacki avant de se faire éliminer en trois sets par Agnieszka Radwańska. À l'issue de ce tournoi, elle sera no 6 mondiale, son meilleur classement depuis mars 2011.
Elle s'incline ensuite d'entrée au tournoi de Miami face à l'Américaine Varvara Lepchenko en trois manches (6-3, 2-6, 7-6) après avoir menée 5-1 dans le dernier set.
Janković commence sa tournée sur terre battue à Charleston où elle est tête de série No 2. Elle bat Lauren Davis et Ajla Tomljanovic en deux sets lors de ses deux premiers tours avant de s'incliner en trois sets face à la canadienne Eugenie Bouchard en quart de finale.
Tenante du titre au tournoi de Bogota, elle s'impose face à Mathilde Johansson, Sofia Shapatava et Chanelle Scheepers. En finale, elle s'incline contre la française Caroline Garcia en deux manches (6-3, 6-4).
À Stuttgart elle s'impose au premier tour face à Mona Barthel en trois sets après avoir sauvée 3 balles de match dans la deuxième manche (2/6 7/6 6/3). Elle gagne ensuite contre Flavia Pennetta et Alisa Kleybanova pour atteindre le dernier carré où elle s'incline pour la neuvième fois sur douze face à sa compatriote, Ana Ivanović.
À Madrid, elle élimine la jeune Elina Svitolina avant de se faire surprendre au deuxième tour par Anastasia Pavlyuchenkova en trois manches.
Au tournoi de Rome, elle élimine Svetlana Kuznetsova, Flavia Pennetta et la No 3 mondiale, Agnieszka Radwańska. En demi-finale, elle s'incline face à Sara Errani en deux sets.
Pour le deuxième tournoi du grand chelem de la saison à Roland Garros, elle dispose de Sharon Fichman, Kurumi Nara et Sorana Cîrstea pour atteindre les huitièmes de finale. Elle se fait éliminer à ce stade par l'Italienne Sara Errani.
Elle perd ensuite d'entrée au tournoi d'Eastbourne et de Wimbledon face à Madison Keys et Kaia Kanepi.
Elle commence ensuite sa saison estivale sur dur à Montréal où elle s'incline au troisième tour face à Coco Vandeweghe. La semaine suivante à Cincinnati, elle bat Annika Beck et Sloane Stephens avant de perdre en quart de finale contre Serena Williams.
À l'US Open, elle arrive en huitième mais perd contre la star suissesse montante de 17 ans Belinda Bencic (7-66, 6-3). Juste après, elle enchaîne les contre-performances dans tous les tournois auxquels elle se présente, terminant la saison à la 16e place mondiale avec un ratio de 38 victoires pour 22 défaites.

### 2015 - À nouveau titrée
Elle commence sa saison 2015 avec le tournoi de Brisbane qu'elle perd au premier tour contre la 63e mondiale Ajla Tomljanović. Elle révèle alors qu'elle a pensé à arrêter sa carrière à cause de sa blessure au dos.
S'ensuit alors une série de contre-performance en perdant au premier tour de l'Open d'Australie face à Timea Bacsinszky, au deuxième tour de Dubaï et Doha contre Garbiñe Muguruza et Petra Kvitová, sur abandon.
Au tournoi d'Indian Wells elle profite d'un tableau relativement clément en battant successivement Lauren Davis, Madison Keys, Belinda Bencic, Lesia Tsurenko et Sabine Lisicki pour atteindre la finale où elle s'incline face à la no 3 mondiale, Simona Halep dans un match accroché (2-6, 7-5, 6-4). Cette performance lui permet de réintégrer le top 20 qu'elle avait quitté en début d'année.
Elle perd cependant lourdement la semaine suivante à Miami contre l'ancienne no 1 mondiale, Victoria Azarenka.
Pour son premier tournoi de la saison sur terre, à Charleston, elle est contrainte de déclarer forfait après avoir remporté son premier match. Elle déclare également forfait par la suite pour le tournoi de Madrid.
À Rome, elle s'incline au troisième tour face à Petra Kvitová.
Titulaire d'une wildcard à Strasbourg, elle atteint les quarts de finale où elle est de nouveau contrainte d'abandonner face à l'Américaine Sloane Stephens.
Pour la première fois depuis 2005, elle s'incline au premier tour de Roland-Garros face à Sesil Karatantcheva.
C'est sur gazon que la Serbe retrouve finalement des couleurs, tête de série no 2 à Bois-le-Duc, elle dispose de Tereza Smitková, Andrea Hlaváčková et Annika Beck avant de perdre en demi-finale face à la jeune espoir, Belinda Bencic. La semaine suivante, elle s'incline au troisième tour du tournoi de Birmingham face à Angelique Kerber.

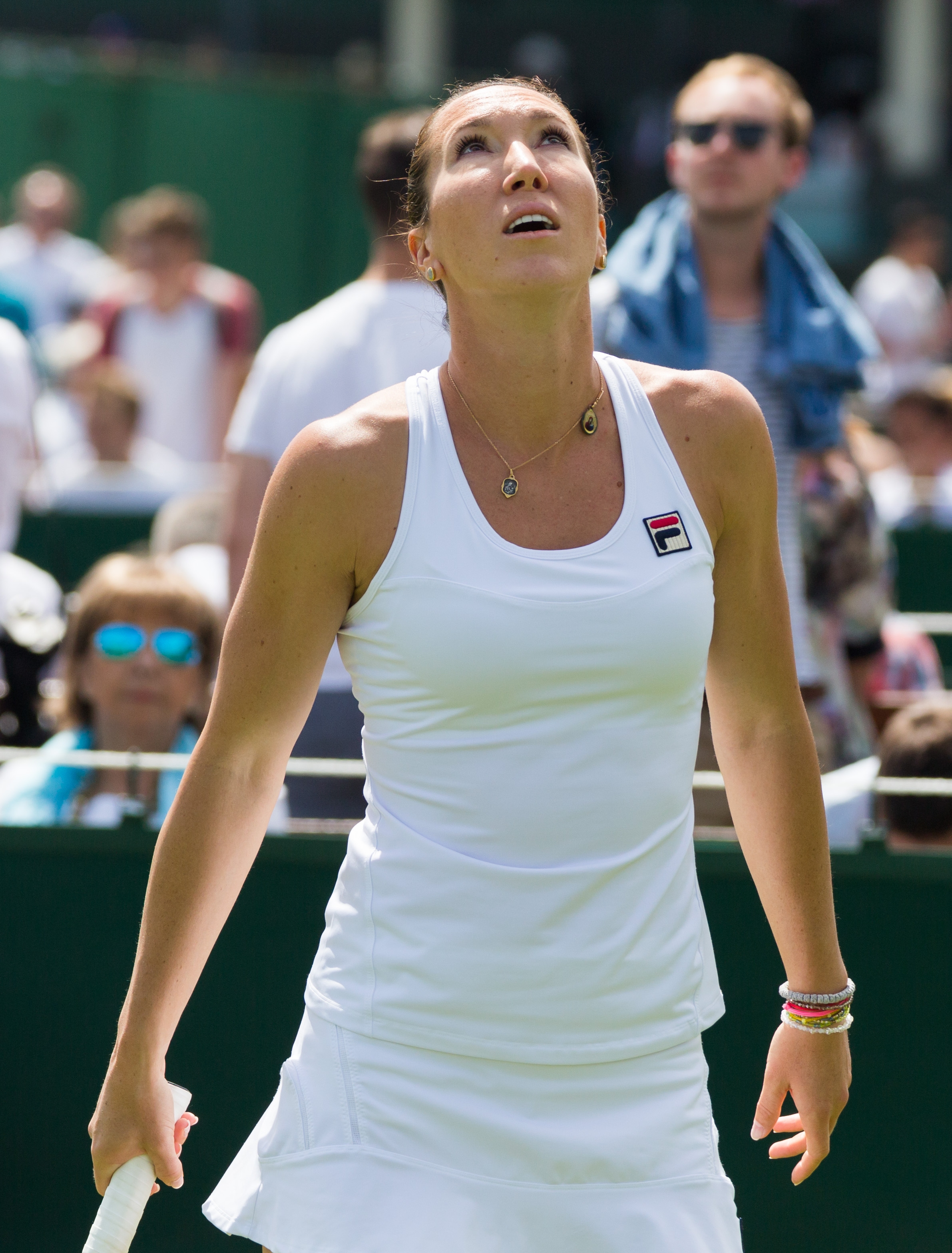
Jelena Jankovic à Wimbledon en 2015.

Pour la troisième levée du Grand Chelem, à Wimbledon, elle s'impose difficilement au premier tour face à la Russe Elena Vesnina (6-4, 3-6, 10-8) puis de nouveau en trois sets au deuxième tour contre Evgeniya Rodina (6-7, 6-1, 6-3). Au troisième tour, elle crée d'exploit en remportant son match contre la no 2 mondiale et tenante du titre Petra Kvitová également en trois sets (3-6, 7-5, 6-4) avant de finalement s'incliner en huitième de finale face à Agnieszka Radwańska.
Elle se fait surprendre dès le premier tour au tournoi d'Istanbul par Urszula Radwańska.
Elle gagne ensuite le tournoi WTA 125 de Nanchang en battant successivement Riko Sawayanagi, Liu Chang, Duan Ying-Ying, Han Xinyun et Chang Kai-Chen. C'est son premier tournoi gagné depuis Bogota 2013.
À Toronto, elle s'impose face à Caroline Garcia et s'incline au deuxième tour contre Simona Halep.
La semaine suivante, à Cincinnati, elle dispose de Madison Brengle, Madison Keys, la no 7 mondiale Karolína Plíšková et Anna Karolína Schmiedlová pour rejoindre le dernier carré où elle perd de nouveau face à Simona Halep.
À l'US Open, elle se fait surprendre dès le premier tour par la jeune française Océane Dodin.
Elle remporte par la suite son premier tournoi WTA de l'année à Guangzhou en disposant d'Elena Vesnina, Francesca Schiavone (en plus de trois heures de match), Svetlana Kuznetsova, Yanina Wickmayer et Denisa Allertová en finale.
Elle s'incline ensuite au deuxième et premier tour à Wuhan et Pékin contre Angelique Kerber et Dominika Cibulková.
Bénéficiant d'une invitation de dernière minute à Hong Kong, elle passe tranquillement les premiers tours face à Ana Bogdan, Anastasia Rodionova et Daria Gavrilova pour rallier le dernier carré où elle dispose de l'Américaine et ancienne no 1 mondiale, Venus Williams. En finale, elle bat Angelique Kerber en trois sets (3-6, 7-6, 6-1) et remporte son deuxième titre de la saison.

### 2016 - Sortie du top 50, blessures et mauvaises performances dans les grands tournois
Elle commence sa saison 2016 avec le tournoi de Brisbane qu'elle perd au premier tour contre la 15e mondiale Roberta Vinci et au premier tour à Sydney contre une autre Italienne Sara Errani.
Pour la défense de sa finale à Indian Wells, exemptée de premier tour, elle passe Carina Witthöft et Coco Vandeweghe facilement en deux manches, avant de perdre en deux manches également contre Agnieszka Radwańska.
Ensuite sur la tournée sur herbe, elle réalise un bon tournoi en accédant aux demi-finales, en battant Ana Konjuh, Elise Mertens et Sorana Cirstea, mais sera vaincue en trois sets par Anastasija Sevastova qui perdra en finale.
Le reste de la saison, elle se fait éliminer au premier ou second tour, réalisant une mauvaise saison et de son classement WTA qui descend de semaines en semaines. Cependant sur la tournée asiatique, elle renaît à Guangzhou pour la défense de son titre, en atteignant sans trop de soucis la finale, en ayant disposée de Sabine Lisicki et Ana Konjuh au tour précédent en deux manches. Mais perdra contre l'Ukrainienne Lesia Tsurenko en trois sets. Puis à Wuhan, elle bat Daria Gavrilova et surtout au second tour, la 3e mondiale Garbiñe Muguruza (6-4, 7-62), avant de perdre au tour suivant, ne confirmant pas sa bonne victoire. Et à l'Open de Hong Kong, elle atteint les demi-finales, mais sera battue par Caroline Wozniacki, la future lauréate.

### 2017 - Descente aux enfers
Lors de l'Open d'Australie elle bat les deux Allemandes Laura Siegemund et Julia Görges en perdant un set pour se qualifier pour le troisième tour. Lors d'un match marathon de 3 h 36 dont deux heures rien que pour la dernière manche, elle s'incline face à Svetlana Kuznetsova 10e mondiale (6-4, 5-7, 9-7), alors qu'elle était menée 6-4, 5-4 service a suivre pour la Russe.

### 2018 à 2020 - Carrière en suspens
Après 56 Grands Chelems disputés consécutivement, Jelena Janković ne participe pas à l'Open d'Australie 2018, gênée par des problèmes chroniques au dos. Elle subit en mai une opération à l’œil, repoussant de fait un éventuel retour sur le circuit.

## Palmarès

### Titres en simple dames
| No | Date       | Nom et lieu du tournoi                      | Catégorie | Dotation    | Surface      | Finaliste            | Score          |          |
| -- | ---------- | ------------------------------------------- | --------- | ----------- | ------------ | -------------------- | -------------- | -------- |
| 1  | 26-04-2004 | Tippmix Grand Prix, Budapest                | Tier V    | 110 000 $   | Terre (ext.) | Martina Suchá        | 7-64, 6-3      | Parcours |
| 2  | 01-01-2007 | ASB Classic, Auckland                       | Tier IV   | 145 000 $   | Dur (ext.)   | Vera Zvonareva       | 7-69, 5-7, 6-3 | Parcours |
| 3  | 09-04-2007 | Family Circle Cup, Charleston               | Tier I    | 1 340 000 $ | Terre (ext.) | Dinara Safina        | 6-2, 6-2       | Parcours |
| 4  | 14-05-2007 | Internazionali d'Italia, Rome               | Tier I    | 1 340 000 $ | Terre (ext.) | Svetlana Kuznetsova  | 7-5, 6-1       | Parcours |
| 5  | 11-06-2007 | DFS Classic, Birmingham                     | Tier III  | 200 000 $   | Gazon (ext.) | Maria Sharapova      | 4-6, 6-3, 7-5  | Parcours |
| 6  | 12-05-2008 | Internazionali BNL d'Italia, Rome           | Tier I    | 1 340 000 $ | Terre (ext.) | Alizé Cornet         | 6-2, 6-2       | Parcours |
| 7  | 22-09-2008 | China Open, Pékin                           | Tier II   | 600 000 $   | Dur (ext.)   | Svetlana Kuznetsova  | 6-3, 6-2       | Parcours |
| 8  | 29-09-2008 | Porsche Tennis Grand Prix, Stuttgart        | Tier II   | 650 000 $   | Dur (int.)   | Nadia Petrova        | 6-4, 6-3       | Parcours |
| 9  | 06-10-2008 | Kremlin Cup, Moscou                         | Tier I    | 1 340 000 $ | Dur (int.)   | Vera Zvonareva       | 6-2, 6-4       | Parcours |
| 10 | 06-04-2009 | Andalucia Tennis Experience, Marbella       | Intern'l  | 500 000 $   | Terre (ext.) | Carla Suárez Navarro | 6-3, 3-6, 6-3  | Parcours |
| 11 | 10-08-2009 | Western & Southern Open, Cincinnati         | Premier 5 | 2 000 000 $ | Dur (ext.)   | Dinara Safina        | 6-4, 6-2       | Parcours |
| 12 | 10-03-2010 | BNP Paribas Open, Indian Wells              | PREMIER*  | 4 500 000 $ | Dur (ext.)   | Caroline Wozniacki   | 6-2, 6-4       | Parcours |
| 13 | 18-02-2013 | XXI Copa Claro Colsanitas, Bogota           | Intern'l  | 235 000 $   | Terre (ext.) | Paula Ormaechea      | 6-1, 6-2       | Parcours |
| 14 | 21-09-2015 | International Women's Open, Guangzhou       | Intern'l  | 250 000 $   | Dur (ext.)   | Denisa Allertová     | 6-2, 6-0       | Parcours |
| 15 | 12-10-2015 | Prudential Hong Kong Tennis Open, Hong Kong | Intern'l  | 250 000 $   | Dur (ext.)   | Angelique Kerber     | 3-6, 7-64, 6-1 | Parcours |

### Finales en simple dames
| No | Date       | Nom et lieu du tournoi                          | Catégorie | Dotation    | Surface      | Vainqueure          | Score          |          |
| -- | ---------- | ----------------------------------------------- | --------- | ----------- | ------------ | ------------------- | -------------- | -------- |
| 1  | 28-02-2005 | Duty Free Women’s Open, Dubaï                   | Tier II   | 1 000 000 $ | Dur (ext.)   | Lindsay Davenport   | 6-4, 3-6, 6-4  | Parcours |
| 2  | 06-06-2005 | DFS Classic, Birmingham                         | Tier III  | 200 000 $   | Gazon (ext.) | Maria Sharapova     | 6-2, 4-6, 6-1  | Parcours |
| 3  | 26-09-2005 | Hansol Korea Tennis Championships, Séoul        | Tier IV   | 140 000 $   | Dur (ext.)   | Nicole Vaidišová    | 7-5, 6-3       | Parcours |
| 4  | 08-08-2006 | JPMorgan Chase Open, Los Angeles                | Tier II   | 600 000 $   | Dur (ext.)   | Elena Dementieva    | 6-3, 4-6, 6-4  | Parcours |
| 5  | 08-01-2007 | Medibank International, Sydney                  | Tier II   | 600 000 $   | Dur (ext.)   | Kim Clijsters       | 4-6, 7-61, 6-4 | Parcours |
| 6  | 18-06-2007 | Ordina Open, Bois-le-Duc                        | Tier III  | 175 000 $   | Gazon (ext.) | Anna Chakvetadze    | 7-6, 3-6, 6-3  | Parcours |
| 7  | 13-08-2007 | Coupe Rogers American Express, Toronto          | Tier I    | 1 340 000 $ | Dur (ext.)   | Justine Henin       | 7-63, 7-5      | Parcours |
| 8  | 17-09-2007 | China Open, Pékin                               | Tier II   | 600 000 $   | Dur (ext.)   | Ágnes Szávay        | 6-77, 7-5, 6-2 | Parcours |
| 9  | 24-03-2008 | Sony Ericsson Open, Miami                       | Tier I    | 3 770 000 $ | Dur (ext.)   | Serena Williams     | 6-1, 5-7, 6-3  | Parcours |
| 10 | 25-08-2008 | US Open, Flushing Meadows                       | G. Chelem | 9 350 000 $ | Dur (ext.)   | Serena Williams     | 6-4, 7-5       | Parcours |
| 11 | 27-09-2009 | Toray Pan Pacific Open, Tokyo                   | Premier 5 | 2 000 000 $ | Dur (ext.)   | Maria Sharapova     | 5-2, ab.       | Parcours |
| 12 | 03-05-2010 | Internazionali BNL d'Italia, Rome               | Premier 5 | 2 000 000 $ | Terre (ext.) | María José Martínez | 7-65, 7-5      | Parcours |
| 13 | 28-02-2011 | Whirlpool Monterrey Open, Monterrey             | Intern'l  | 220 000 $   | Dur (ext.)   | A. Pavlyuchenkova   | 2-6, 6-2, 6-3  | Parcours |
| 14 | 15-08-2011 | Western & Southern Open, Cincinnati             | Premier 5 | 2 050 000 $ | Dur (ext.)   | Maria Sharapova     | 4-6, 7-63, 6-3 | Parcours |
| 15 | 11-06-2012 | Aegon Classic, Birmingham                       | Intern'l  | 220 000 $   | Gazon (ext.) | Melanie Oudin       | 6-4, 6-2       | Parcours |
| 16 | 19-08-2012 | Texas Tennis Open, Dallas                       | Intern'l  | 220 000 $   | Dur (ext.)   | Roberta Vinci       | 7-5, 6-3       | Parcours |
| 17 | 01-04-2013 | Family Circle Cup, Charleston                   | Premier   | 795 707 $   | Terre (ext.) | Serena Williams     | 3-6, 6-0, 6-2  | Parcours |
| 18 | 28-09-2013 | China Open, Pékin                               | PREMIER*  | 5 185 625 $ | Dur (ext.)   | Serena Williams     | 6-2, 6-2       | Parcours |
| 19 | 07-04-2014 | Claro Open Colsanitas, Bogota                   | Intern'l  | 250 000 $   | Terre (ext.) | Caroline Garcia     | 6-3, 6-4       | Parcours |
| 20 | 11-03-2015 | BNP Paribas Open, Indian Wells                  | PREMIER*  | 5 381 235 $ | Dur (ext.)   | Simona Halep        | 2-6, 7-5, 6-4  | Parcours |
| 21 | 19-09-2016 | Guangzhou International Women's Open, Guangzhou | Intern'l  | 250 000 $   | Dur (ext.)   | Lesia Tsurenko      | 6-4, 3-6, 6-4  | Parcours |

### Titres en double dames
| No | Date       | Nom et lieu du tournoi | Catégorie | Dotation    | Surface      | Partenaire         | Finalistes                        | Score            |          |
| -- | ---------- | ---------------------- | --------- | ----------- | ------------ | ------------------ | --------------------------------- | ---------------- | -------- |
| 1  | 12-06-2006 | DFS Classic Birmingham | Tier III  | 200 000 $   | Gazon (ext.) | Li Na              | Jill Craybas Liezel Huber         | 6-2, 6-4         | Parcours |
| 2  | 05-08-2013 | Coupe Rogers Toronto   | Premier 5 | 2 369 000 $ | Dur (ext.)   | Katarina Srebotnik | Anna-Lena Grönefeld Květa Peschke | 5-7, 6-2, [10-6] | Parcours |

### Finales en double dames
| No | Date       | Nom et lieu du tournoi                | Catégorie | Dotation  | Surface      | Vainqueures                     | Partenaire           | Score            |          |
| -- | ---------- | ------------------------------------- | --------- | --------- | ------------ | ------------------------------- | -------------------- | ---------------- | -------- |
| 1  | 08-06-2015 | Topshelf Open Bois-le-Duc             | Intern'l  | 250 000 $ | Gazon (ext.) | Asia Muhammad Laura Siegemund   | A. Pavlyuchenkova    | 6-3, 7-5         | Parcours |
| 2  | 20-07-2015 | TEB BNP Paribas Istanbul Cup Istanbul | Intern'l  | 250 000 $ | Dur (ext.)   | Daria Gavrilova Elina Svitolina | Çağla Büyükakçay     | 5-7, 6-1, [10-4] | Parcours |
| 3  | 19-06-2017 | Mallorca Open Calvià                  | Intern'l  | 250 000 $ | Gazon (ext.) | Chan Yung-jan Martina Hingis    | Anastasija Sevastova | Forfait          | Parcours |

### Titre en double mixte
| No | Date       | Nom et lieu du tournoi      | Catégorie | Dotation    | Surface      | Partenaire   | Finalistes                  | Score         |          |
| -- | ---------- | --------------------------- | --------- | ----------- | ------------ | ------------ | --------------------------- | ------------- | -------- |
| 1  | 25-06-2007 | The Championships Wimbledon | G. Chelem | 9 221 372 $ | Gazon (ext.) | Jamie Murray | Alicia Molik Jonas Björkman | 6-4, 3-6, 6-1 | Parcours |

### Finale en double mixte
| No | Date       | Nom et lieu du tournoi      | Catégorie | Dotation      | Surface    | Vainqueures                | Partenaire     | Score        |          |
| -- | ---------- | --------------------------- | --------- | ------------- | ---------- | -------------------------- | -------------- | ------------ | -------- |
| 1  | 29-12-2007 | Hyundai Hopman Cup XX Perth | ITF       | 1 000 000 AU$ | Dur (int.) | Serena Williams Mardy Fish | Novak Djokovic | 2 matchs à 1 | Parcours |

### Titre en simple en WTA 125
| No | Date       | Nom et lieu du tournoi                | Catégorie | Dotation  | Surface    | Finaliste      | Score     |          |
| -- | ---------- | ------------------------------------- | --------- | --------- | ---------- | -------------- | --------- | -------- |
| 1  | 27-07-2015 | Jiangxi Women's Tennis Open, Nanchang | WTA 125   | 125 000 $ | Dur (ext.) | Chang Kai-chen | 6-3, 7-66 | Parcours |

## Parcours en Grand Chelem

### Finale (1)
| Année | Tournoi | Adversaire en finale | Score    |
| 2008  | US Open | Serena Williams      | 4-6, 5-7 |

### En simple dames
| Année | Open d'Australie                                                   | Open d'Australie                                                    | Internationaux de France                                            | Internationaux de France                                       | Wimbledon                                                          | Wimbledon                                                         | US Open                                            | US Open |
| ----- | ------------------------------------------------------------------ | ------------------------------------------------------------------- | ------------------------------------------------------------------- | -------------------------------------------------------------- | ------------------------------------------------------------------ | ----------------------------------------------------------------- | -------------------------------------------------- | ------- |
| 2002  | —                                                                  | —                                                                   | —                                                                   | —                                                              | —                                                                  | —                                                                 | Q1 \|\| style="text-align:left" \| Kristina Brandi |         |
| 2003  | 2e tour (1/32) \|\| style="text-align:left" \| Amanda Coetzer      | Q2 \|\| style="text-align:left" \| Edina Gallovits                  | Q1 \|\| style="text-align:left" \| Andreea Vanc                     | Q3 \|\| style="text-align:left" \| Alina Jidkova               |                                                                    |                                                                   |                                                    |         |
| 2004  | 2e tour (1/32) \|\| style="text-align:left" \| Jill Craybas        | 1er tour (1/64) \|\| style="text-align:left" \| Silvia Farina       | 1er tour (1/64) \|\| style="text-align:left" \| Klára Koukalová     | 2e tour (1/32) \|\| style="text-align:left" \| Maria Sharapova |                                                                    |                                                                   |                                                    |         |
| 2005  | 2e tour (1/32) \|\| style="text-align:left" \| Tatiana Panova      | 1er tour (1/64) \|\| style="text-align:left" \| Anna Smashnova      | 3e tour (1/16) \|\| style="text-align:left" \| Anastasia Myskina    | 3e tour (1/16) \|\| style="text-align:left" \| Mary Pierce     |                                                                    |                                                                   |                                                    |         |
| 2006  | 2e tour (1/32) \|\| style="text-align:left" \| Olga Savchuk        | 3e tour (1/16) \|\| style="text-align:left" \| Amélie Mauresmo      | 1/8 de finale                                                       | Anastasia Myskina                                              | 1/2 finale \|\| style="text-align:left" \| Justine Henin           |                                                                   |                                                    |         |
| 2007  | 1/8 de finale                                                      | Serena Williams                                                     | 1/2 finale \|\| style="text-align:left" \| Justine Henin            | 1/8 de finale                                                  | Marion Bartoli                                                     | 1/4 de finale                                                     | Venus Williams                                     |         |
| 2008  | 1/2 finale \|\| style="text-align:left" \| Maria Sharapova         | 1/2 finale \|\| style="text-align:left" \| Ana Ivanović             | 1/8 de finale                                                       | Tamarine Tanasugarn                                            | Finale                                                             | Serena Williams                                                   |                                                    |         |
| 2009  | 1/8 de finale                                                      | Marion Bartoli                                                      | 1/8 de finale                                                       | Sorana Cîrstea                                                 | 3e tour (1/16) \|\| style="text-align:left" \| Melanie Oudin       | 2e tour (1/32) \|\| style="text-align:left" \| Yaroslava Shvedova |                                                    |         |
| 2010  | 3e tour (1/16) \|\| style="text-align:left" \| Alona Bondarenko    | 1/2 finale \|\| style="text-align:left" \| Samantha Stosur          | 1/8 de finale                                                       | Vera Zvonareva                                                 | 3e tour (1/16) \|\| style="text-align:left" \| Kaia Kanepi         |                                                                   |                                                    |         |
| 2011  | 2e tour (1/32) \|\| style="text-align:left" \| Peng Shuai          | 1/8 de finale                                                       | Francesca Schiavone                                                 | 1er tour (1/64) \|\| style="text-align:left" \| M. J. Martínez | 3e tour (1/16) \|\| style="text-align:left" \| A. Pavlyuchenkova   |                                                                   |                                                    |         |
| 2012  | 1/8 de finale                                                      | Caroline Wozniacki                                                  | 2e tour (1/32) \|\| style="text-align:left" \| Varvara Lepchenko    | 1er tour (1/64) \|\| style="text-align:left" \| Kim Clijsters  | 3e tour (1/16) \|\| style="text-align:left" \| Agnieszka Radwańska |                                                                   |                                                    |         |
| 2013  | 3e tour (1/16) \|\| style="text-align:left" \| Ana Ivanović        | 1/4 de finale                                                       | Maria Sharapova                                                     | 2e tour (1/32) \|\| style="text-align:left" \| Vesna Dolonc    | 1/8 de finale                                                      | Li Na                                                             |                                                    |         |
| 2014  | 1/8 de finale                                                      | Simona Halep                                                        | 1/8 de finale                                                       | Sara Errani                                                    | 1er tour (1/64) \|\| style="text-align:left" \| Kaia Kanepi        | 1/8 de finale                                                     | Belinda Bencic                                     |         |
| 2015  | 1er tour (1/64) \|\| style="text-align:left" \| Timea Bacsinszky   | 1er tour (1/64) \|\| style="text-align:left" \| Sesil Karatantcheva | 1/8 de finale                                                       | Agnieszka Radwańska                                            | 1er tour (1/64) \|\| style="text-align:left" \| Océane Dodin       |                                                                   |                                                    |         |
| 2016  | 2e tour (1/32) \|\| style="text-align:left" \| Laura Siegemund     | 1er tour (1/64) \|\| style="text-align:left" \| Tatjana Maria       | 2e tour (1/32) \|\| style="text-align:left" \| Marina Erakovic      | 2e tour (1/32) \|\| style="text-align:left" \| Carla Suárez    |                                                                    |                                                                   |                                                    |         |
| 2017  | 3e tour (1/16) \|\| style="text-align:left" \| Svetlana Kuznetsova | 1er tour (1/64) \|\| style="text-align:left" \| Richèl Hogenkamp    | 1er tour (1/64) \|\| style="text-align:left" \| Agnieszka Radwańska | 1er tour (1/64) \|\| style="text-align:left" \| Petra Kvitová  |                                                                    |                                                                   |                                                    |         |

À droite du résultat, l’ultime adversaire.

### En double dames
| Année | Open d'Australie              | Open d'Australie             | Internationaux de France      | Internationaux de France    | Wimbledon                      | Wimbledon                     | US Open                       | US Open                      |
| ----- | ----------------------------- | ---------------------------- | ----------------------------- | --------------------------- | ------------------------------ | ----------------------------- | ----------------------------- | ---------------------------- |
| 2005  | 2e tour (1/16) Anikó Kapros   | Janet Lee Peng Shuai         | 1er tour (1/32) E. Gagliardi  | Marta Marrero Arantxa Parra | 1er tour (1/32) J. Kostanić    | L. Davenport C. Morariu       | 2e tour (1/16) Tina Križan    | Nadia Petrova Shaughnessy    |
| 2006  | 1er tour (1/32) S. Talaja     | N. Dechy T. Golovin          | 1er tour (1/32) Tina Križan   | M. Salerni María Vento      | 2e tour (1/16) Tina Križan     | Liezel Huber Navrátilová      | 3e tour (1/8) B. Mattek       | Dinara Safina K. Srebotnik   |
| 2007  | 1er tour (1/32) J. Husárová   | M. Hingis S. Kuznetsova      | 2e tour (1/16) Li Na          | Shahar Peer Dinara Safina   | -                              | -                             | 1er tour (1/32) S. Beltrame   | B. Mattek Sania Mirza        |
| 2008  | 3e tour (1/8) B. Mattek       | Anabel Medina V. Ruano       | -                             | -                           | -                              | -                             | -                             | -                            |
| 2010  | 2e tour (1/16) Shenay Perry   | B. Mattek Yan Zi             | -                             | -                           | 3e tour (1/8) C. Scheepers     | Gisela Dulko F. Pennetta      | 1er tour (1/32) B. Jovanovski | Kimiko Date Ayumi Morita     |
| 2011  | -                             | -                            | 2e tour (1/16) Pavlyuchenkova | N. Grandin V. Uhlířová      | 1er tour (1/32) Pavlyuchenkova | S. Lisicki S. Stosur          | 2e tour (1/16) L. Dekmeijere  | J. Pegula T. Townsend        |
| 2012  | -                             | -                            | -                             | -                           | 1er tour (1/32) V. Razzano     | S. Foretz K. Mladenovic       | 1er tour (1/32) B. Jovanovski | Mona Barthel Tatjana Malek   |
| 2013  | 3e tour (1/8) Mirjana Lučić   | Pavlyuchenkova L. Šafářová   | 3e tour (1/8) Mirjana Lučić   | E. Makarova Elena Vesnina   | 1/4 de finale Mirjana Lučić    | Hsieh Su-wei Peng Shuai       | 3e tour (1/8) Mirjana Lučić   | Hsieh Su-wei Peng Shuai      |
| 2014  | 2e tour (1/16) Karin Knapp    | E. Makarova Elena Vesnina    | 3e tour (1/8) A. Kleybanova   | Cara Black Sania Mirza      | 1er tour (1/32) A. Kleybanova  | Sara Errani Roberta Vinci     | 3e tour (1/8) K. Koukalová    | Cara Black Sania Mirza       |
| 2015  | 1er tour (1/32) Arantxa Parra | Klaudia Jans A. Klepač       | -                             | -                           | 1er tour (1/32) Mirjana Lučić  | Darija Jurak Ana Konjuh       | 3e tour (1/8) A. Krunić       | C. Dellacqua Y. Shvedova     |
| 2016  | 1er tour (1/32) A. Petkovic   | Bonaventure Raluca Olaru     | -                             | -                           | 3e tour (1/8) A. Krunić        | A.-L. Grönefeld Květa Peschke | 1er tour (1/32) Xenia Knoll   | S. Stosur Zhang Shuai        |
| 2017  | 1er tour (1/32) Y. Wickmayer  | Martina Hingis C. Vandeweghe | 1er tour (1/32) C. Vandeweghe | Nao Hibino A. Rosolska      | 1er tour (1/32) C. Vandeweghe  | A. Barty C. Dellacqua         | 2e tour (1/16) A. Sevastova   | Chan Yung-jan Martina Hingis |

Sous le résultat, la partenaire ; à droite, l’ultime équipe adverse.

### En double mixte
| Année | Open d'Australie              | Open d'Australie               | Internationaux de France     | Internationaux de France  | Wimbledon                  | Wimbledon                | US Open                      | US Open                  |
| ----- | ----------------------------- | ------------------------------ | ---------------------------- | ------------------------- | -------------------------- | ------------------------ | ---------------------------- | ------------------------ |
| 2004  | -                             | -                              | -                            | -                         | 1er tour (1/32) Todd Perry | Lisa McShea Pavel Vízner | -                            | -                        |
| 2005  | -                             | -                              | 1er tour (1/16) Lucas Arnold | S. Testud Marc Gicquel    | 2e tour (1/16) Cyril Suk   | C. Martínez Andy Ram     | 1er tour (1/16) Pavel Vízner | Alicia Molik Todd Perry  |
| 2006  | 1er tour (1/16) Julian Knowle | Likhovtseva Daniel Nestor      | -                            | -                         | -                          | -                        | -                            | -                        |
| 2007  | 2e tour (1/8) N. Zimonjić     | V. Azarenka Max Mirnyi         | -                            | -                         | Victoire Jamie Murray      | Alicia Molik J. Björkman | -                            | -                        |
| 2008  | -                             | -                              | -                            | -                         | -                          | -                        | 1er tour (1/16) F. Verdasco  | K. Srebotnik N. Zimonjić |
| 2012  | 2e tour (1/8) Bernard Tomic   | A. Hlaváčková A.-U.-H. Qureshi | -                            | -                         | -                          | -                        | -                            | -                        |
| 2013  | -                             | -                              | 2e tour (1/8) Leander Paes   | Liezel Huber Marcelo Melo | -                          | -                        | -                            | -                        |
| 2016  | -                             | -                              | 2e tour (1/16) N. Zimonjić   | Chan Yung-jan Max Mirnyi  | -                          | -                        | -                            | -                        |

Sous le résultat, le partenaire ; à droite, l’ultime équipe adverse.

## Parcours en «Premier Mandatory» et «Premier 5»
Découlant d'une réforme du circuit WTA inaugurée en 2009, les tournois WTA « Premier Mandatory » et « Premier 5 » constituent les catégories d'épreuves les plus prestigieuses, après les quatre levées du Grand Chelem.

### En simple dames
| Année |              | Premier Mandatory                | Premier Mandatory           | Premier Mandatory             | Premier Mandatory             |       | Premier 5 | Premier 5                    | Premier 5                   | Premier 5                   | Premier 5                     | Premier 5 | Premier 5                    |
| Année | Indian Wells | Miami                            | Madrid                      | Pékin                         |                               | Dubaï | Rome      | Canada                       | Cincinnati                  |                             | Tokyo                         |           |                              |
| Année | Indian Wells | Miami                            | Madrid                      | Pékin                         |                               | Doha  | Rome      | Canada                       | Cincinnati                  |                             | Wuhan                         |           |                              |
| Année | Indian Wells | Miami                            | Madrid                      | Pékin                         |                               |       | Rome      | Canada                       | Cincinnati                  |                             |                               |           |                              |
| 2009  |              | 2e tour (1/32) A. Pavlyuchenkova | 2e tour (1/32) D. Dulko     | 1/4 de finale P. Schnyder     | 2e tour (1/16) Peng S.        |       |           | 3e tour (1/8) K. Kanepi      | 1/4 de finale S. Kuznetsova | 1/4 de finale A. Kleybanova | Victoire D. Safina            |           | Finale M. Sharapova          |
| 2010  |              | Victoire C. Wozniacki            | 4e tour (1/8) S. Stosur     | 1/4 de finale A. Rezaï        | 2e tour (1/16) B. Jovanovski  |       |           | 3e tour (1/8) V. Zvonareva   | Finale M. J. Martínez       | 2e tour (1/16) I. Benešová  | 3e tour (1/8) A. Amanmuradova |           | 3e tour (1/8) K. Kanepi      |
| 2011  |              | 4e tour (1/8) A. Ivanović        | 1/4 de finale A. Petkovic   | 2e tour (1/16) L. Šafářová    | 1er tour (1/32) T. Paszek     |       |           | 1/2 finale C. Wozniacki      | 1/4 de finale C. Wozniacki  | 1er tour (1/32) J. Görges   | Finale M. Sharapova           |           | 3e tour (1/8) A. Radwańska   |
| 2012  |              | 2e tour (1/32) J. Hampton        | 2e tour (1/32) M. Barthel   | 1er tour (1/32) C. Suárez     | 3e tour (1/8) C. Suárez       |       |           | 2e tour (1/16) S. Peer       | 1er tour (1/32) S. Cîrstea  | 2e tour (1/16) A. Wozniak   | 1er tour (1/32) Peng S.       |           | 2e tour (1/16) A. Radwańska  |
| 2013  |              | 2e tour (1/32) S. Kuznetsova     | 1/2 finale M. Sharapova     | 1er tour (1/32) C. Scheepers  | Finale S. Williams            |       |           | 1er tour (1/32) M. Niculescu | 1/4 de finale S. Halep      | 3e tour (1/8) S. Cîrstea    | 1/2 finale V. Azarenka        |           | 3e tour (1/8) E. Bouchard    |
| 2014  |              | 1/4 de finale A. Radwańska       | 2e tour (1/32) V. Lepchenko | 2e tour (1/16) Pavlyuchenkova | 1er tour (1/32) A. Cornet     |       |           | 1/2 finale A. Kerber         | 1/2 finale S. Errani        | 3e tour (1/8) C. Vandeweghe | 1/4 de finale S. Williams     |           | 2e tour (1/16) C. Vandeweghe |
| 2015  |              | Finale S. Halep                  | 2e tour (1/32) V. Azarenka  |                               | 1er tour (1/32) D. Cibulková  |       |           | 2e tour (1/16) G. Muguruza   | 3e tour (1/8) P. Kvitová    | 2e tour (1/16) S. Halep     | 1/2 finale S. Halep           |           | 2e tour (1/16) A. Kerber     |
| 2016  |              | 4e tour (1/8) A. Radwańska       | 2e tour (1/32) M. Linette   | 1er tour (1/32) S. Cîrstea    | 1er tour (1/32) K. Mladenovic |       |           | 2e tour (1/16) M. Niculescu  | 1er tour (1/32) E. Bouchard |                             |                               |           | 3e tour (1/8) B. Strýcová    |
| 2017  |              | 2e tour (1/32) V. Williams       | 1er tour (1/64) Y. Shvedova | 1er tour (1/32) D. Cibulková  |                               |       |           | 1er tour (1/32) M. Barthel   | 2e tour (1/16) J. Görges    |                             |                               |           |                              |

Sous le résultat, l’ultime adversaire.

### En double dames
| 2010                                                                             |                                                                                |   |                                                                            |                                                                           |   |   |                                                                          |                                                                               |                    |                   |                                                                                      |                                                                     |                                                                       |   |   |   |   |   |  |  |
| 2e tour (1/8) Garbin \|\| style="text-align:left;" \| Mattek-Sands Yan           | —                                                                              | — | —                                                                          | —                                                                         | — | — | —                                                                        | —                                                                             |                    |                   | —                                                                                    | —                                                                   | —                                                                     | — | — | — | — | — |  |  |
| 2011                                                                             |                                                                                |   |                                                                            |                                                                           |   |   |                                                                          |                                                                               |                    |                   |                                                                                      |                                                                     |                                                                       |   |   |   |   |   |  |  |
| 1/4 de finale Pavlyuchenkova \|\| style="text-align:left;" \| Azarenka Kirilenko | —                                                                              | — | —                                                                          | —                                                                         | — | — | —                                                                        | —                                                                             |                    |                   | —                                                                                    | —                                                                   | —                                                                     | — | — | — | — | — |  |  |
| 2012                                                                             |                                                                                |   |                                                                            |                                                                           |   |   |                                                                          |                                                                               |                    |                   |                                                                                      |                                                                     |                                                                       |   |   |   |   |   |  |  |
| 1er tour (1/16) Daniilídou \|\| style="text-align:left;" \| Begu Martínez        | 1er tour (1/16) Cibulková \|\| style="text-align:left;" \| Shvedova Voskoboeva | — | —                                                                          | 2e tour (1/8) Petkovic \|\| style="text-align:left;" \| Kirilenko Petrova |   |   | —                                                                        | —                                                                             | —                  | —                 | —                                                                                    | —                                                                   | 1er tour (1/16) Peer \|\| style="text-align:left;" \| Daniilídou Peng | — | — |   |   |   |  |  |
| 2013                                                                             |                                                                                |   |                                                                            |                                                                           |   |   |                                                                          |                                                                               |                    |                   |                                                                                      |                                                                     |                                                                       |   |   |   |   |   |  |  |
| 2e tour (1/8) Lučić-Baroni \|\| style="text-align:left;" \| Petrova Srebotnik    | —                                                                              | — | 2e tour (1/8) Lučić-Baroni \|\| style="text-align:left;" \| Black Erakovic | 2e tour (1/8) Srebotnik \|\| style="text-align:left;" \| Dushevina Parra  |   |   | 1er tour (1/16) Dushevina \|\| style="text-align:left;" \| Garcia McHale | 1/4 de finale Lučić-Baroni \|\| style="text-align:left;" \| Petrova Srebotnik | Victoire Srebotnik | Grönefeld Peschke | 1er tour (1/16) Lučić-Baroni \|\| style="text-align:left;" \| Kudryavtseva Rodionova | 1/4 de finale Srebotnik \|\| style="text-align:left;" \| Chan Huber |                                                                       |   |   |   |   |   |  |  |
| 2014                                                                             |                                                                                |   |                                                                            |                                                                           |   |   |                                                                          |                                                                               |                    |                   |                                                                                      |                                                                     |                                                                       |   |   |   |   |   |  |  |
| 1er tour (1/16) Babos \|\| style="text-align:left;" \| Peschke Srebotnik         | 1er tour (1/16) Babos \|\| style="text-align:left;" \| Medina Shvedova         |   |                                                                            |                                                                           |   |   |                                                                          | 1/4 de finale Kleybanova \|\| style="text-align:left;" \| Errani Vinci        |                    |                   |                                                                                      |                                                                     |                                                                       |   |   |   |   |   |  |  |

N.B. : le nom de la partenaire se trouve sous le résultat ; le nom des ultimes adversaires se trouve à droite.

## Parcours aux Masters

### En simple dames
| # | Date       | Nom de l'édition                           | ($)       | Surface    | Résultat              | Ultime adversaire | Score         |          |
| - | ---------- | ------------------------------------------ | --------- | ---------- | --------------------- | ----------------- | ------------- | -------- |
| 1 | 05/11/2007 | Sony Ericsson Championships Madrid         | 3 000 000 | Dur (int.) | Round Robin (défaite) | Justine Henin     | 6-2, 6-2      | Parcours |
| 1 | 05/11/2007 | Sony Ericsson Championships Madrid         | 3 000 000 | Dur (int.) | Round Robin (défaite) | Anna Chakvetadze  | 6-4, 0-6, 6-3 | Parcours |
| 1 | 05/11/2007 | Sony Ericsson Championships Madrid         | 3 000 000 | Dur (int.) | Round Robin (défaite) | Marion Bartoli    | 6-1, 1-0, ab. | Parcours |
| 2 | 04/11/2008 | Sony Ericsson Championships Doha           | 4 450 000 | Dur (ext.) | 1/2 finale            | Venus Williams    | 6-2, 2-6, 6-3 | Parcours |
| 3 | 27/10/2009 | Sony Ericsson Championships Doha           | 4 550 000 | Dur (ext.) | 1/2 finale            | Venus Williams    | 5-7, 6-3, 6-4 | Parcours |
| 4 | 26/10/2010 | WTA Championships Doha                     | 4 550 000 | Dur (ext.) | Round Robin (défaite) | Vera Zvonareva    | 6-3, 6-0      | Parcours |
| 4 | 26/10/2010 | WTA Championships Doha                     | 4 550 000 | Dur (ext.) | Round Robin (défaite) | Kim Clijsters     | 6-2, 6-3      | Parcours |
| 4 | 26/10/2010 | WTA Championships Doha                     | 4 550 000 | Dur (ext.) | Round Robin (défaite) | Victoria Azarenka | 6-4, 6-1      | Parcours |
| 5 | 21/10/2013 | TEB BNP Paribas WTA Championships Istanbul | 6 000 000 | Dur (int.) | 1/2 finale            | Serena Williams   | 6-4, 2-6, 6-4 | Parcours |

## Parcours aux Jeux olympiques

### En simple dames
| # | Date       | Nom de l'olympiade             | Surface      | Résultat        | Ultime adversaire | Score         |          |
| - | ---------- | ------------------------------ | ------------ | --------------- | ----------------- | ------------- | -------- |
| 1 | 15/08/2004 | Olympic Tennis Event Athènes   | Dur (ext.)   | 1er tour (1/32) | Fabiola Zuluaga   | 6-4, 6-1      | Parcours |
| 2 | 11/08/2008 | Olympic Tennis Event Pékin     | Dur (ext.)   | 1/4 de finale   | Dinara Safina     | 6-2, 5-7, 6-3 | Parcours |
| 3 | 28/07/2012 | Olympic Tennis Event Wimbledon | Gazon (ext.) | 1er tour (1/32) | Serena Williams   | 6-3, 6-1      | Parcours |

### En double dames
| # | Date       | Nom de l'olympiade                  | Surface    | Résultat        | Partenaire        | Ultimes adversaires          | Score    |          |
| - | ---------- | ----------------------------------- | ---------- | --------------- | ----------------- | ---------------------------- | -------- | -------- |
| 1 | 06/08/2016 | Olympic Tennis Event Rio de Janeiro | Dur (ext.) | 1er tour (1/16) | Aleksandra Krunić | Johanna Konta Heather Watson | 6-2, 6-1 | Parcours |

## Parcours en Fed Cup
| #                                                                    | Date       | Lieu       | Surface      | Gagnante(s)                             | Perdante(s)                             | Score         |          |
|                                                                      |            |            |              |                                         |                                         |               |          |
| 2007 - Barrage (groupe mondial II) - Slovaquie - Serbie - 4 : 1      |            |            |              |                                         |                                         |               |          |
| 1                                                                    | 14/07/2007 | Košice     | Dur (int.)   | Jelena Janković                         | Dominika Cibulková                      | 7-5, 1-6, 9-7 | Parcours |
|                                                                      |            |            |              |                                         |                                         |               |          |
| 2008 - Barrage (groupe mondial II) - Croatie - Serbie - 2 : 3        |            |            |              |                                         |                                         |               |          |
| 2                                                                    | 26/04/2008 | Zagreb     | Dur (int.)   | Jelena Janković                         | Nika Ožegovic                           | 6-1, 6-2      | Parcours |
|                                                                      |            |            |              |                                         |                                         |               |          |
| 2009 - 1er tour (groupe mondial II) - Serbie - Japon - 4 : 1         |            |            |              |                                         |                                         |               |          |
| 3                                                                    | 07/02/2009 | Belgrade   | Dur (int.)   | Jelena Janković                         | Ayumi Morita                            | 6-1, 6-0      | Parcours |
| 3                                                                    | 07/02/2009 | Belgrade   | Dur (int.)   | Jelena Janković                         | Ai Sugiyama                             | 6-3, 6-2      | Parcours |
| 3                                                                    | 07/02/2009 | Belgrade   | Dur (int.)   | Rika Fujiwara Aiko Nakamura             | Jelena Janković Ana Jovanović           | 3-6, 7-5, ab. | Parcours |
|                                                                      |            |            |              |                                         |                                         |               |          |
| 2009 - Barrage (groupe mondial I) - Espagne - Serbie - 0 : 4         |            |            |              |                                         |                                         |               |          |
| 4                                                                    | 25/04/2009 | Lérida     | Terre (ext.) | Jelena Janković                         | María José Martínez                     | 6-3, 6-4      | Parcours |
| 4                                                                    | 25/04/2009 | Lérida     | Terre (ext.) | Jelena Janković                         | Anabel Medina                           | 6-3, 3-6, 6-3 | Parcours |
|                                                                      |            |            |              |                                         |                                         |               |          |
| 2010 - 1/4 de finale (groupe mondial) - Serbie - Russie - 2 : 3      |            |            |              |                                         |                                         |               |          |
| 5                                                                    | 06/02/2010 | Belgrade   | Dur (int.)   | Jelena Janković                         | Alisa Kleybanova                        | 4-6, 6-4, 6-0 | Parcours |
| 5                                                                    | 06/02/2010 | Belgrade   | Dur (int.)   | Jelena Janković                         | Svetlana Kuznetsova                     | 6-3, 4-6, 6-3 | Parcours |
| 5                                                                    | 06/02/2010 | Belgrade   | Dur (int.)   | Alisa Kleybanova Svetlana Kuznetsova    | Ana Ivanović Jelena Janković            | 6-1, 6-4      | Parcours |
|                                                                      |            |            |              |                                         |                                         |               |          |
| 2010 - Barrage (groupe mondial I) - Serbie - Slovaquie - 2 : 3       |            |            |              |                                         |                                         |               |          |
| 6                                                                    | 24/04/2010 | Belgrade   | Terre (int.) | Jelena Janković                         | Magdaléna Rybáriková                    | 7-65, 6-3     | Parcours |
| 6                                                                    | 24/04/2010 | Belgrade   | Terre (int.) | Daniela Hantuchová                      | Jelena Janković                         | 7-62, 7-5     | Parcours |
| 6                                                                    | 24/04/2010 | Belgrade   | Terre (int.) | Daniela Hantuchová Magdaléna Rybáriková | Jelena Janković Bojana Jovanovski       | 6-4, 6-3      | Parcours |
|                                                                      |            |            |              |                                         |                                         |               |          |
| 2011 - Barrage (groupe mondial I) - Slovaquie - Serbie - 2 : 3       |            |            |              |                                         |                                         |               |          |
| 7                                                                    | 16/04/2011 | Bratislava | Terre (int.) | Jelena Janković                         | Daniela Hantuchová                      | 6-2, 3-6, 7-5 | Parcours |
| 7                                                                    | 16/04/2011 | Bratislava | Terre (int.) | Jelena Janković Aleksandra Krunić       | Daniela Hantuchová Magdaléna Rybáriková | 2-6, 7-5, 9-7 | Parcours |
|                                                                      |            |            |              |                                         |                                         |               |          |
| 2012 - 1er tour (groupe mondial) - Belgique - Serbie - 2 : 3         |            |            |              |                                         |                                         |               |          |
| 8                                                                    | 04/02/2012 | Charleroi  | Dur (int.)   | Jelena Janković                         | Kirsten Flipkens                        | 7-5, 7-5      | Parcours |
|                                                                      |            |            |              |                                         |                                         |               |          |
| 2012 - 1/2 finale (groupe mondial) - Russie - Serbie - 2 : 3         |            |            |              |                                         |                                         |               |          |
| 9                                                                    | 21/04/2012 | Moscou     | Terre (int.) | Jelena Janković                         | A. Pavlyuchenkova                       | 6-4, 6-3      | Parcours |
| 9                                                                    | 21/04/2012 | Moscou     | Terre (int.) | Jelena Janković                         | Svetlana Kuznetsova                     | 6-1, 6-4      | Parcours |
|                                                                      |            |            |              |                                         |                                         |               |          |
| 2012 - Finale (groupe mondial) - République tchèque - Serbie - 3 : 1 |            |            |              |                                         |                                         |               |          |
| 10                                                                   | 03/11/2012 | Prague     | Dur (int.)   | Petra Kvitová                           | Jelena Janković                         | 6-4, 6-1      | Parcours |
| 10                                                                   | 03/11/2012 | Prague     | Dur (int.)   | Lucie Šafářová                          | Jelena Janković                         | 6-1, 6-1      | Parcours |
|                                                                      |            |            |              |                                         |                                         |               |          |
| 2016 - 1er tour (groupe mondial II) - Serbie - Espagne - 0 : 4       |            |            |              |                                         |                                         |               |          |
| 11                                                                   | 06/02/2016 | Kraljevo   | Dur (int.)   | Carla Suárez Navarro                    | Jelena Janković                         | 6-4, 6-2      | Parcours |
| 11                                                                   | 06/02/2016 | Kraljevo   | Dur (int.)   | Garbiñe Muguruza                        | Jelena Janković                         | 6-3, 6-4      | Parcours |

## Classements WTA en fin de saison
| Année          | 2001 | 2002 | 2003 | 2004 | 2005 | 2006 | 2007 | 2008 | 2009 | 2010 | 2011 | 2012 | 2013 | 2014 | 2015 | 2016 | 2017 |
| Rang en simple | 361  | 194  | 85   | 28   | 22   | 12   | 3    | 1    | 8    | 8    | 14   | 22   | 8    | 16   | 21   | 55   | 153  |
| Rang en double | —    | —    | —    | 293  | 139  | 43   | 107  | —    | —    | 102  | 137  | 304  | 20   | 47   | 63   | 127  | 134  |

Source : (en) Classements de Jelena Janković sur le site officiel de la Fédération internationale de tennis

### Périodes au rang de numéro un mondiale
| # | Précédée par    | Dates                   | Suivie par      | Nombre de semaines | Cumul |
| - | --------------- | ----------------------- | --------------- | ------------------ | ----- |
| 1 | Ana Ivanović    | 11/08/2008 - 17/08/2008 | Ana Ivanović    | 1                  | 1     |
| 2 | Serena Williams | 06/10/2008 - 01/02/2009 | Serena Williams | 17                 | 18    |

## Records et statistiques

### Confrontations avec ses principales adversaires
Confrontations lors des différents tournois WTA avec ses principales adversaires (5 confrontations minimum et avoir été membre du top 10). Classement par pourcentage de victoires. Situation au 22 juin 2019 :